# Saison 2021 de l'équipe cycliste féminine Trek-Segafredo
La saison 2021 de l'équipe cycliste féminine Trek-Segafredo est la troisième de la formation. L'effectif est globalement stable. Les sprinteuses Amalie Dideriksen et Chloe Hosking la rejoigne tandis que Lotta Lepistö la quitte.
Elisa Longo Borghini remporte en début de saison et à domicile le Trofeo Alfredo Binda-Comune di Cittiglio, après s'être classée deuxième des Strade Bianche. Elle est ensuite quatrième du Tour des Flandres, troisième de la Flèche wallonne et de Liège-Bastogne-Liège. Elle effectue le doublé sur ses championnats nationaux, avant de connaître une désillusion lors du Tour d'Italie. Elle est médaillée de bronze sur la course en ligne des Jeux olympiques. Enfin, elle remporte fin août avec la manière le Grand Prix de Plouay. Lizzie Deignan est quatrième du Tour d'Italie avant de remporter le premier Paris-Roubaix féminin. Ellen van Dijk gagne l'Healthy Ageing Tour, est troisième du Simac Ladies Tour, vice-championne d'Europe du contre-la-montre avant de s'imposer sur l'épreuve en ligne. Elle redevient championne du monde du contre-la-montre huit ans après sa première victoire. Ruth Winder est deuxième de la Classique de Saint-Sébastien et remporte la Flèche brabançonne. Lucinda Brand remporte le Tour de Thuringe. Amalie Dideriksen est championne du Danemark sur route et Audrey Cordon-Ragot championne de France du contre-la-montre. Elisa Longo Borghini est deuxième du classement mondial et troisième du World Tour. Trek-Segafredo est deuxième des deux classements par équipes.

## Préparation de la saison

### Partenaires et matériel de l'équipe

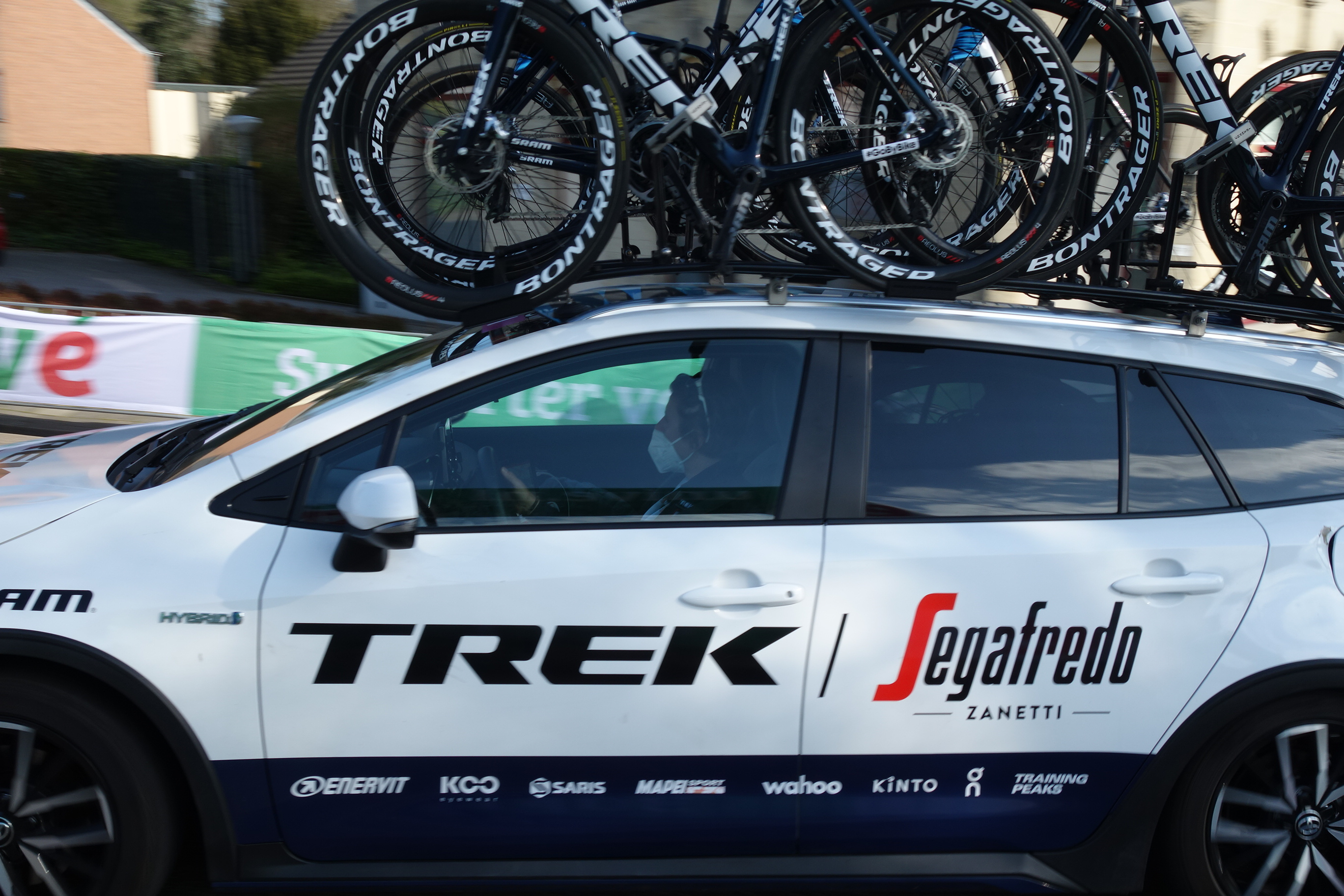
Ina-Yoko Teutenberg dans la voiture de l'équipe.

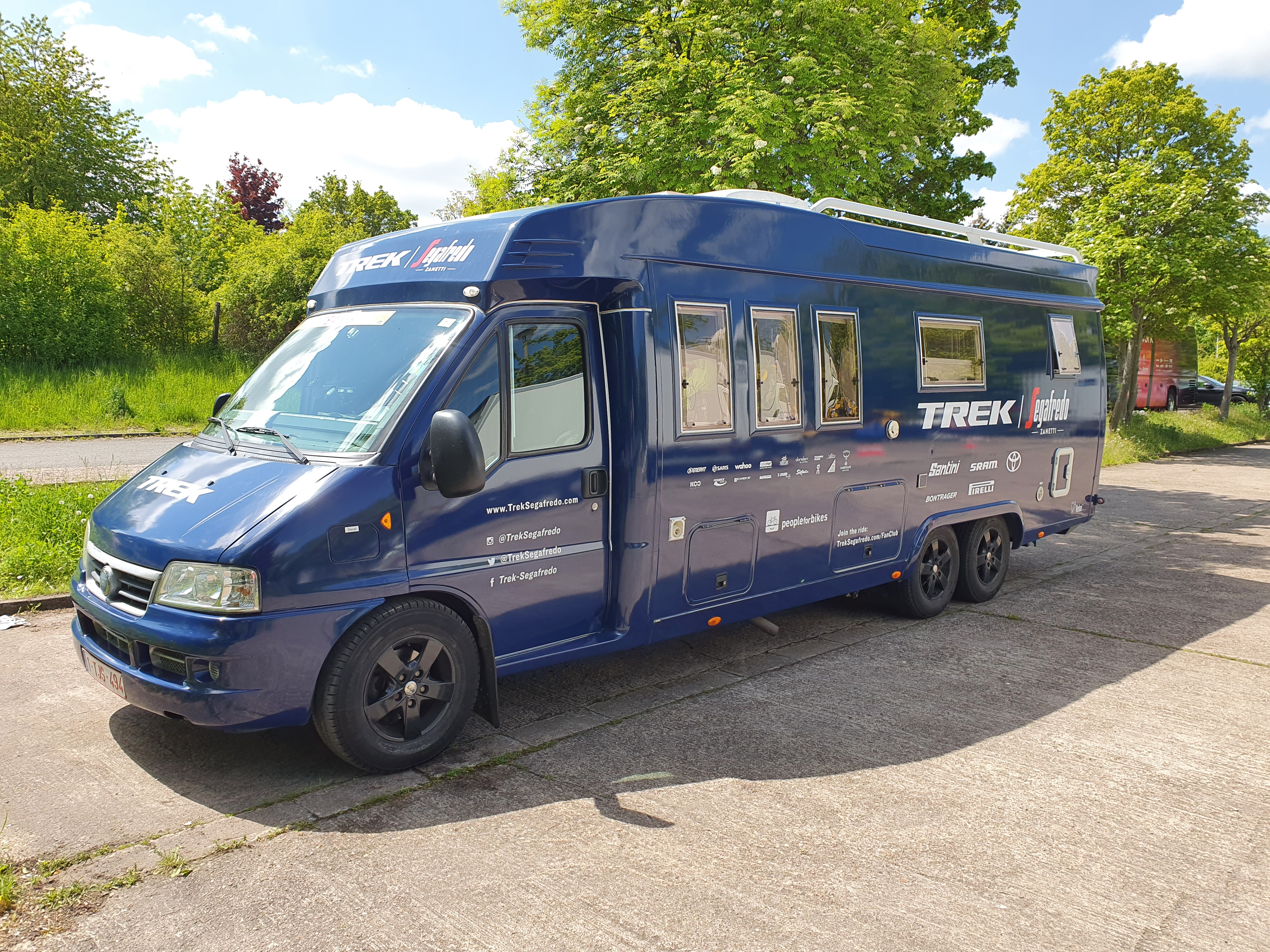
Camping car de l'équipe.

Le fabricant de vélo Trek Bicycle Corporation est partenaire principal de l'équipe avec la marque de café Segafredo.

### Arrivées et départs
L'équipe recrute deux sprinteuses de premier plan avec Amalie Dideriksen et Chloe Hosking. Également sprinteuse, Lotta Lepistö quitte la formation, tout comme Anna Plichta et Abigail Van Twisk.
| Arrivées          | Équipe 2020   |
| ----------------- | ------------- |
| Amalie Dideriksen | Boels Dolmans |
| Chloe Hosking     | Rally         |

| Départs           | Équipe 2021         |
| ----------------- | ------------------- |
| Lotta Lepistö     | Ceratizit-WNT       |
| Anna Plichta      | Lotto Soudal Ladies |
| Abigail Van Twisk |                     |

### Effectifs
| Effectif 2021                              | Effectif 2021     | Effectif 2021 | Effectif 2021                        |
| Cycliste                                   | Date de naissance | Pays          | Équipe précédente                    |
| ------------------------------------------ | ----------------- | ------------- | ------------------------------------ |
| Elynor Bäckstedt                           | 6 décembre 2001   | Royaume-Uni   | Storey Racing (2019)                 |
| Lucinda Brand                              | 2 juillet 1989    | Pays-Bas      | Sunweb (2019)                        |
| Audrey Cordon-Ragot                        | 22 septembre 1989 | France        | Wiggle High5 (2018)                  |
| Lizzie Deignan                             | 18 décembre 1988  | Royaume-Uni   | Boels Dolmans (2018)                 |
| Amalie Dideriksen                          | 24 mai 1996       | Danemark      | Boels Dolmans (2020)                 |
| Lauretta Hanson                            | 29 octobre 1994   | Australie     | UnitedHealthcare Women's Team (2018) |
| Chloe Hosking                              | 1 octobre 1990    | Australie     | Rally Cycling (2020)                 |
| Elisa Longo Borghini                       | 10 décembre 1991  | Italie        | Wiggle High5 (2018)                  |
| Letizia Paternoster                        | 22 juillet 1999   | Italie        | Astana Women's Team (2018)           |
| Shirin van Anrooij                         | 5 février 2002    | Pays-Bas      |                                      |
| Ellen van Dijk                             | 11 février 1987   | Pays-Bas      | Sunweb (2018)                        |
| Tayler Wiles                               | 20 juillet 1989   | États-Unis    | Trek-Drops (2018)                    |
| Ruth Edwards                               | 9 juillet 1993    | États-Unis    | Sunweb (2018)                        |
| Trixi Worrack                              | 28 septembre 1981 | Allemagne     | Canyon-SRAM Racing (2018)            |
|                                            |                   |               |                                      |
| Sources : ProCyclingStats Cycling Archives |                   |               |                                      |

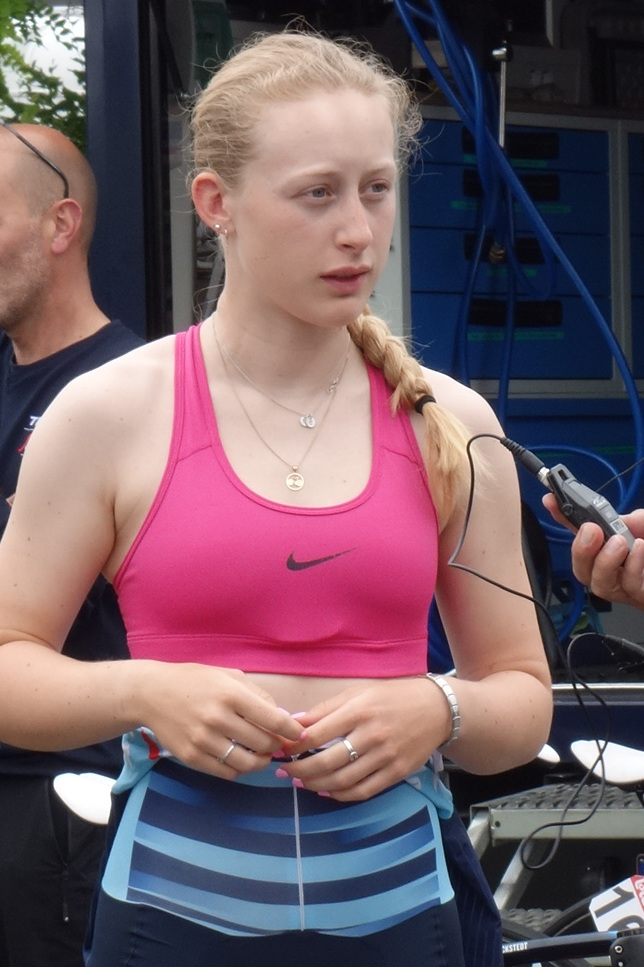
Elynor Bäckstedt
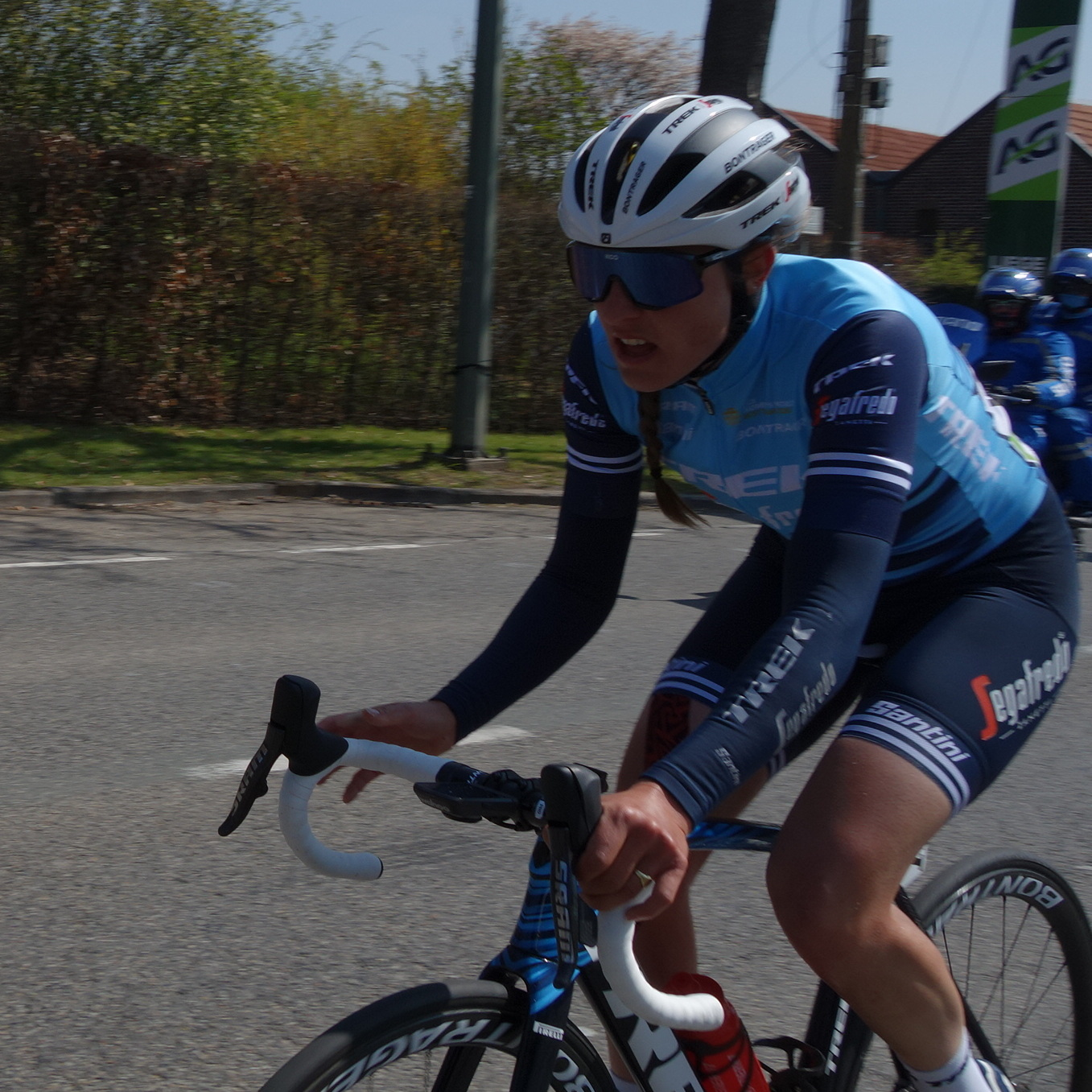
Lucinda Brand
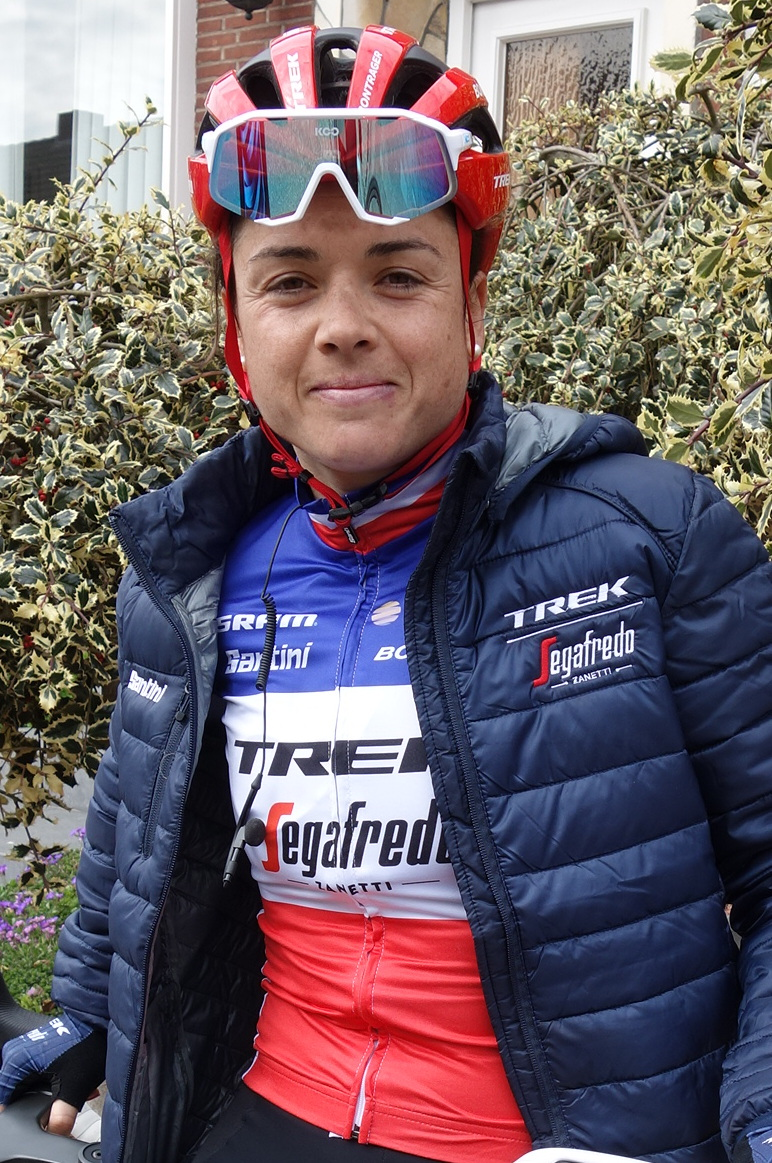
Audrey Cordon-Ragot
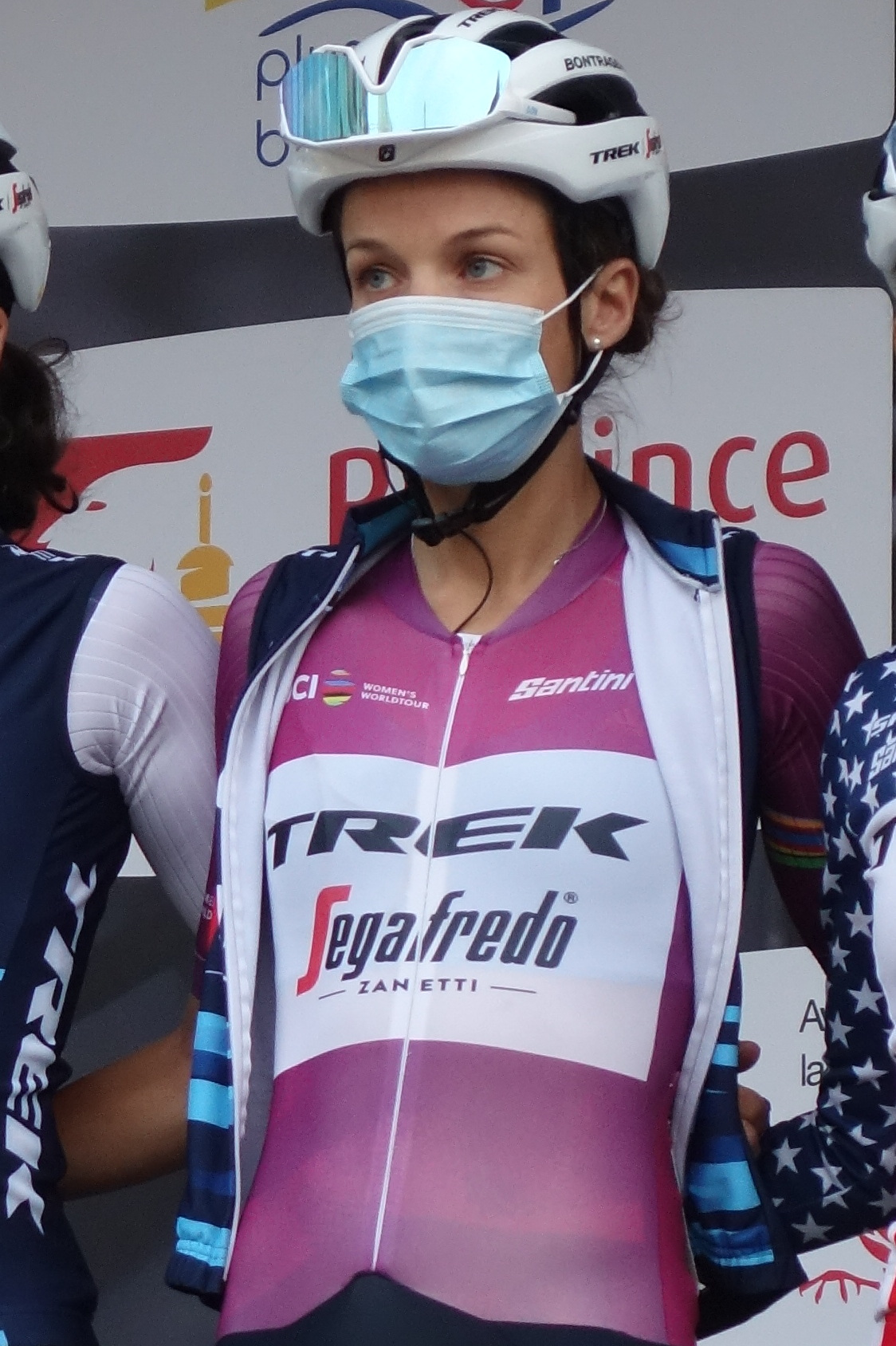
Lizzie Deignan en 2020
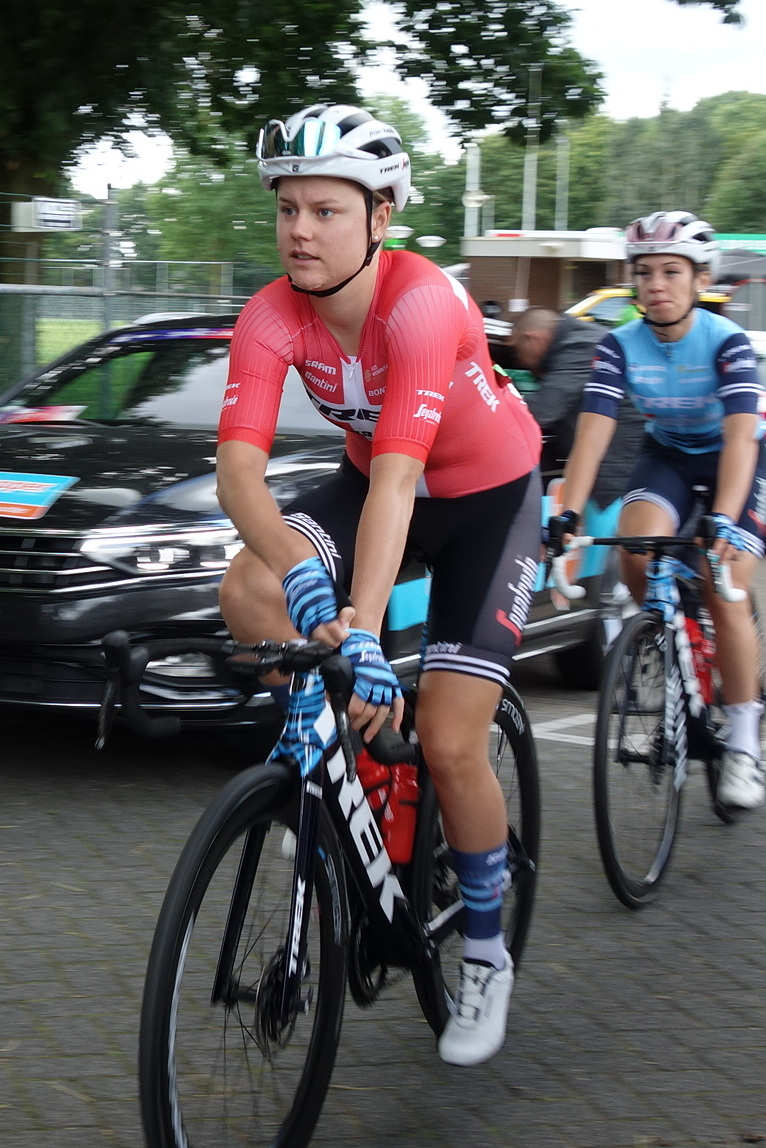
Amalie Dideriksen
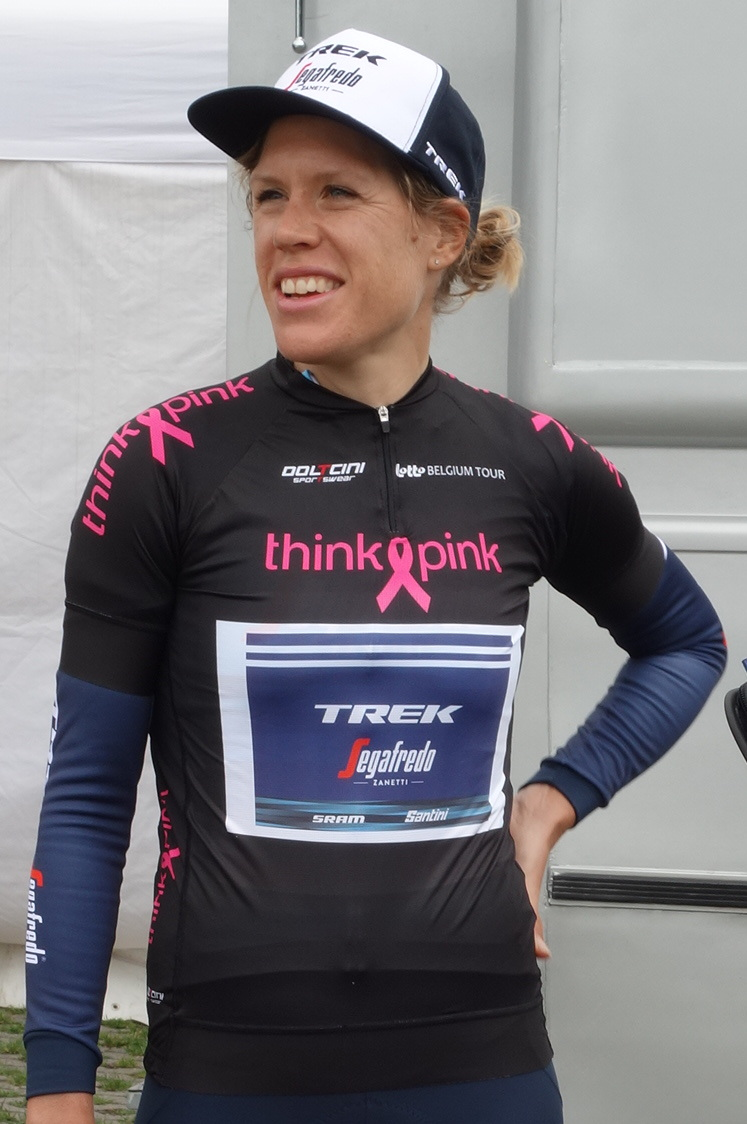
Ellen van Dijk
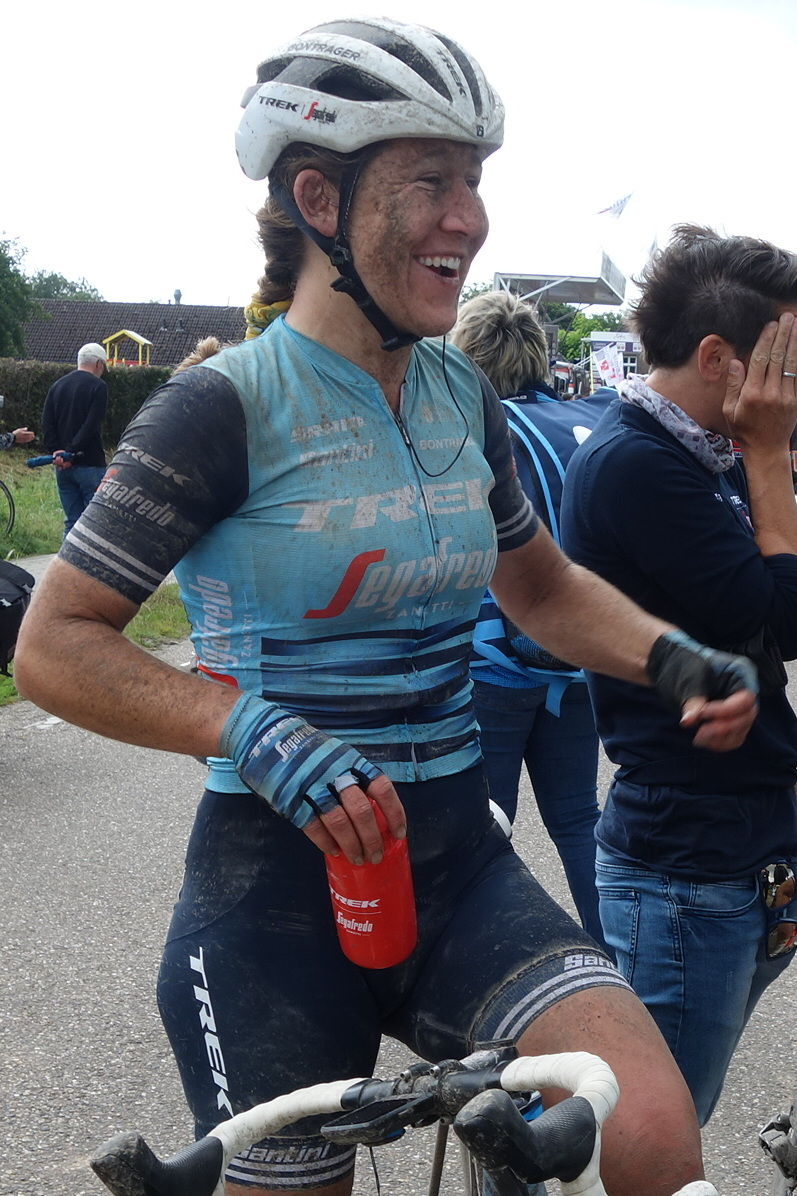
Lauretta Hanson
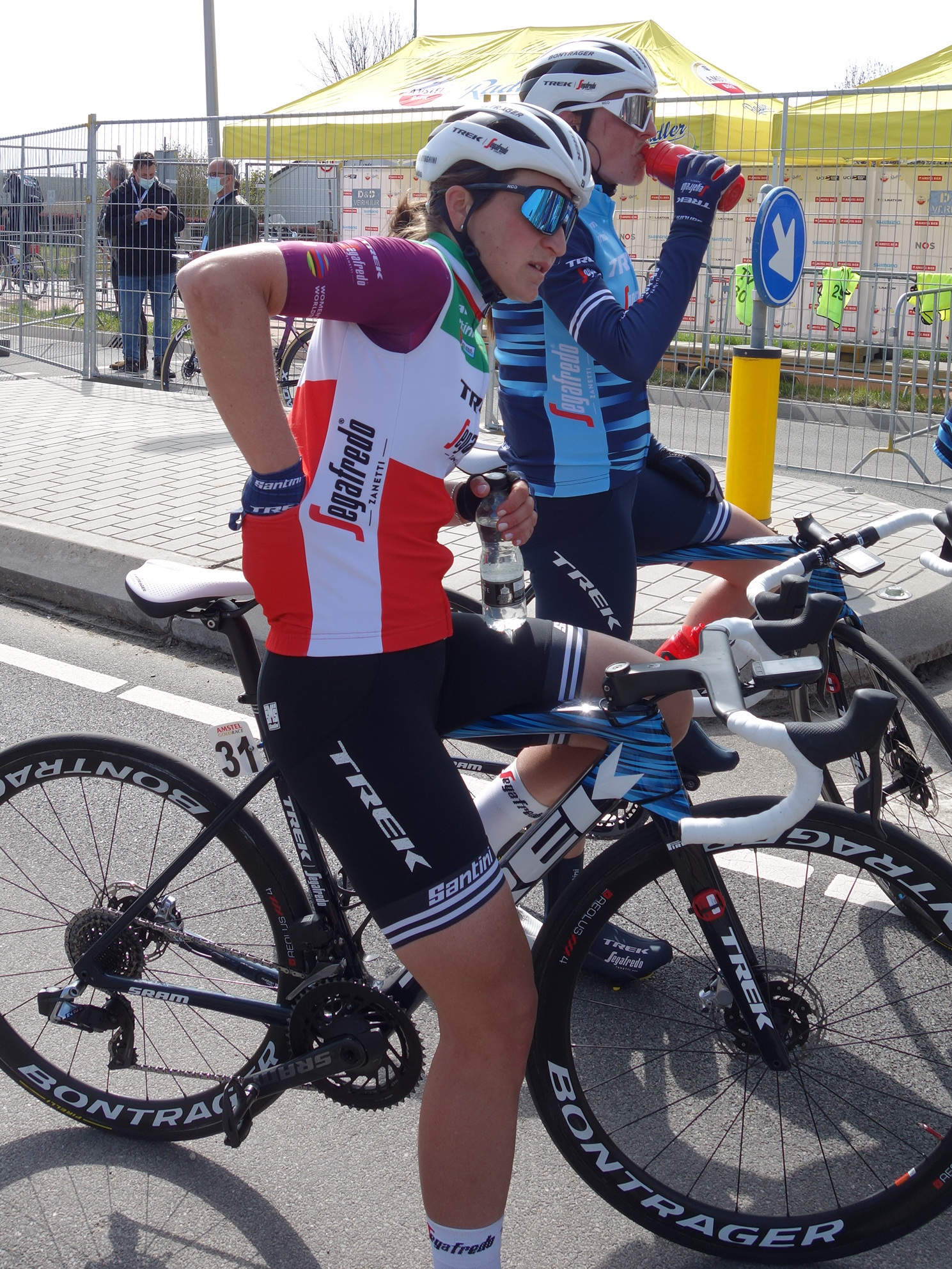
Elisa Longo Borghini
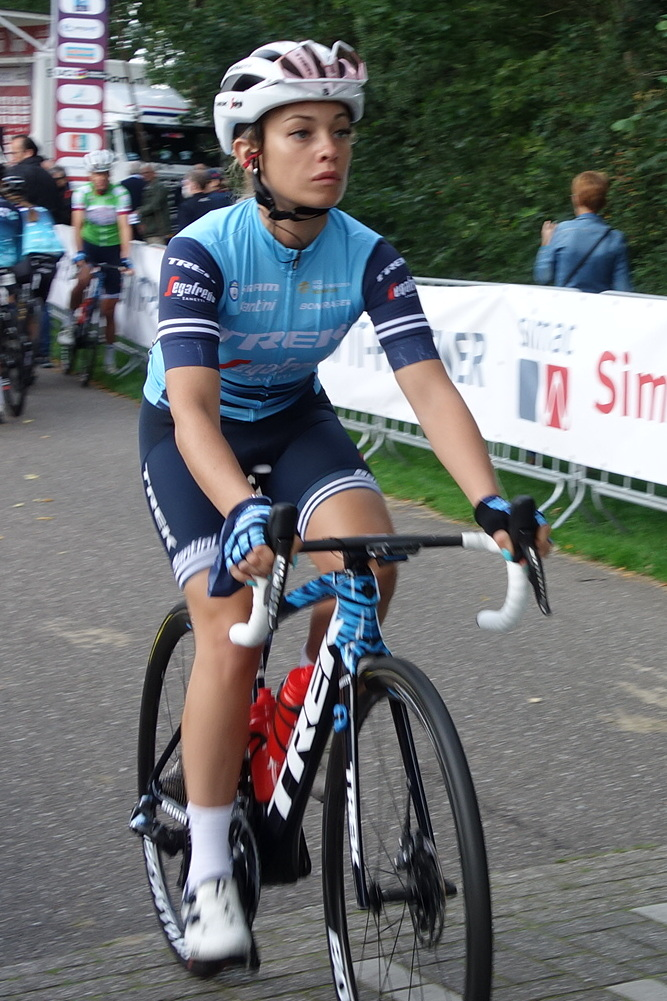
Letizia Paternoster
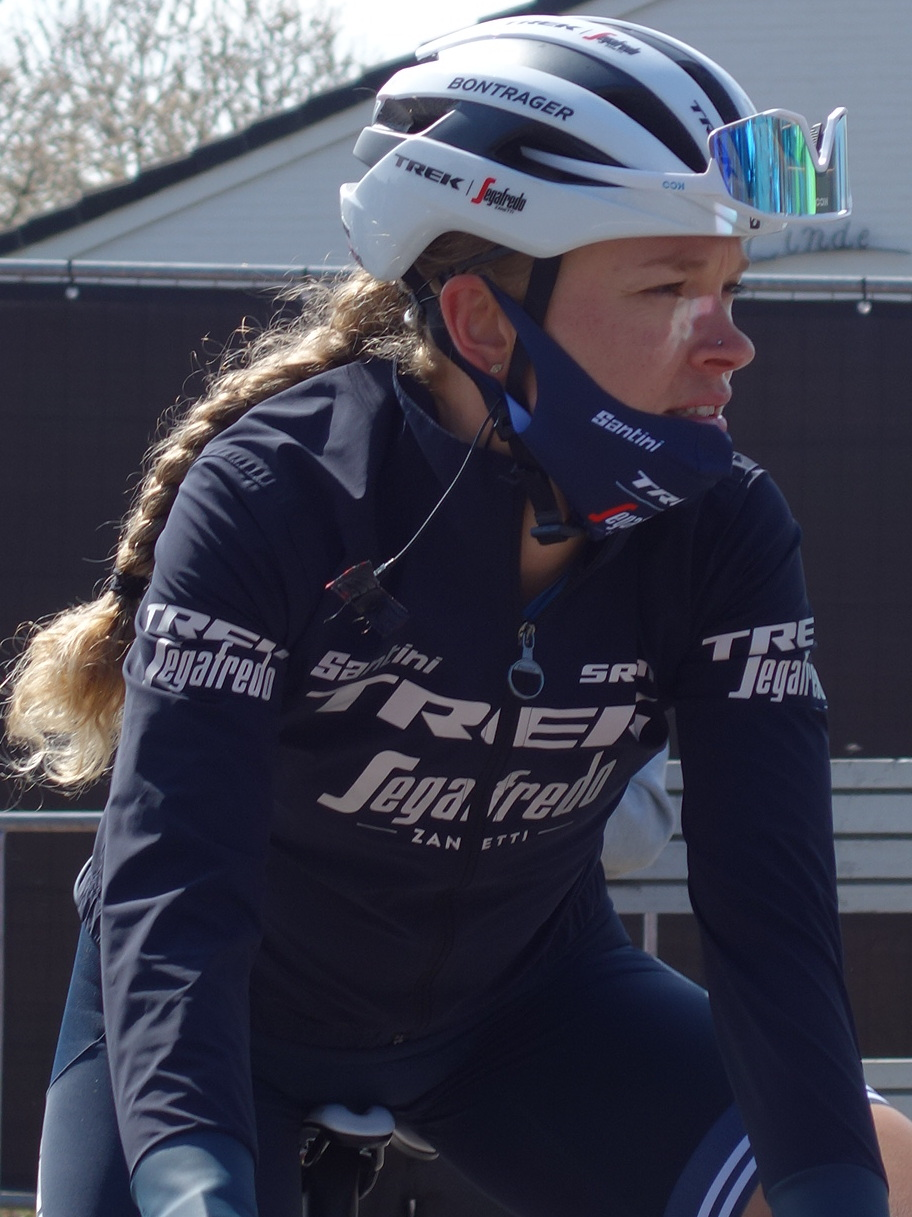
Tayler Wiles
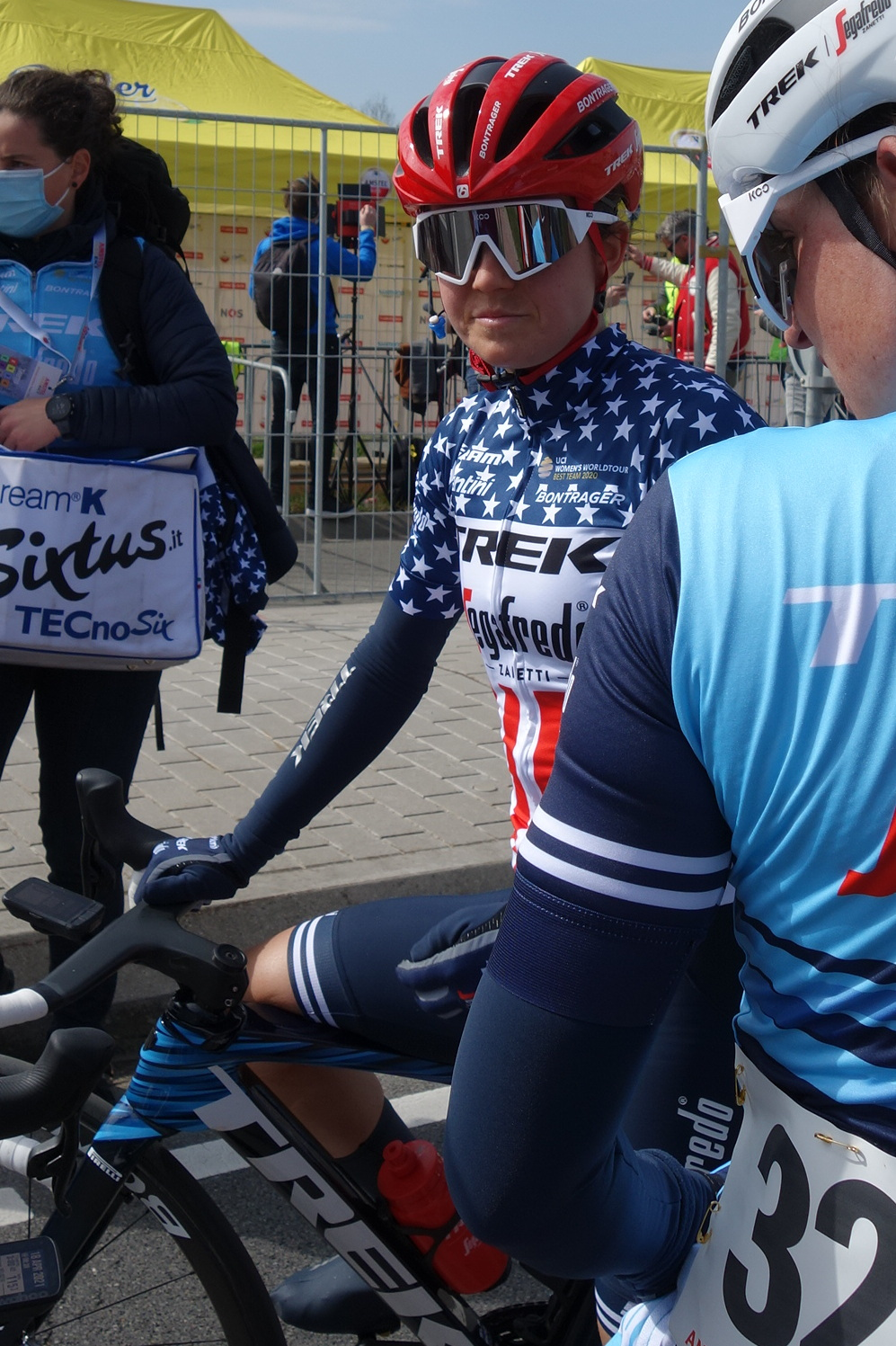
Ruth Winder
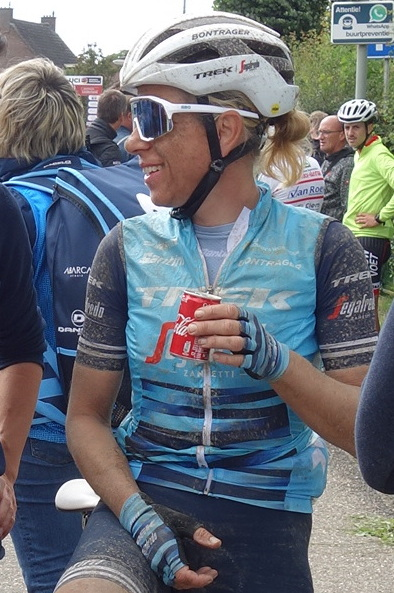
Trixi Worrack

### Encadrement

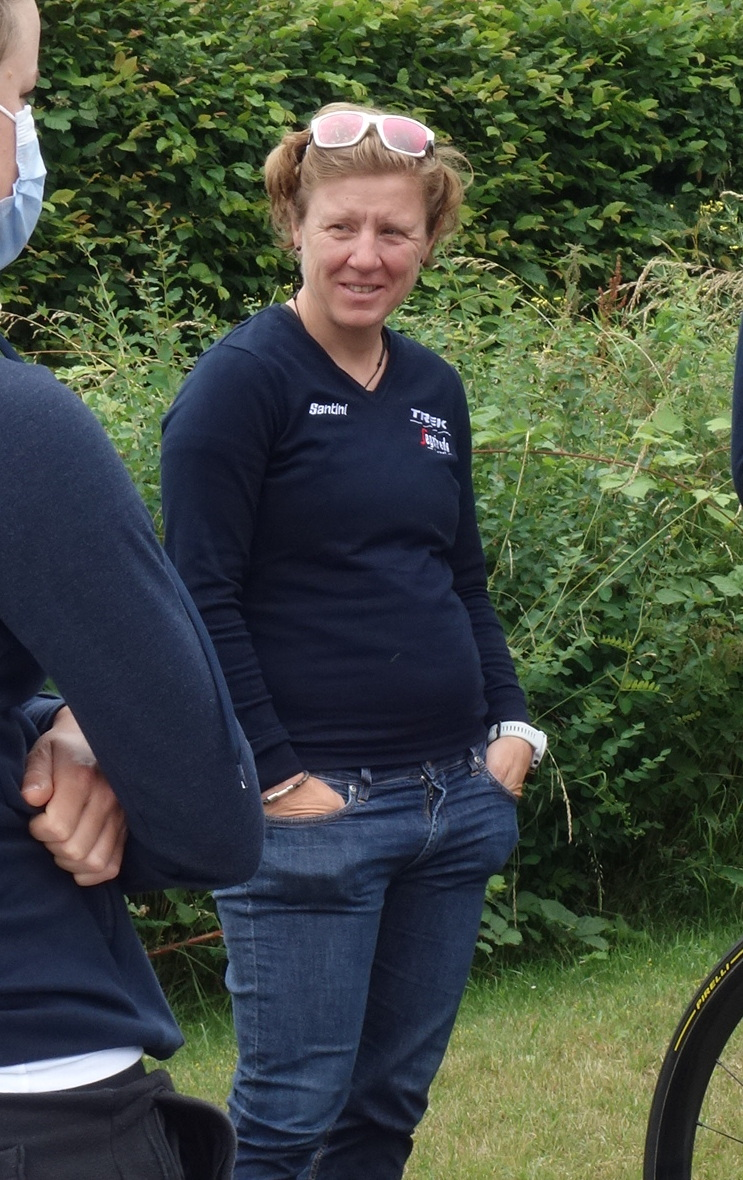
Ina-Yoko Teutenberg au Tour de Belgique

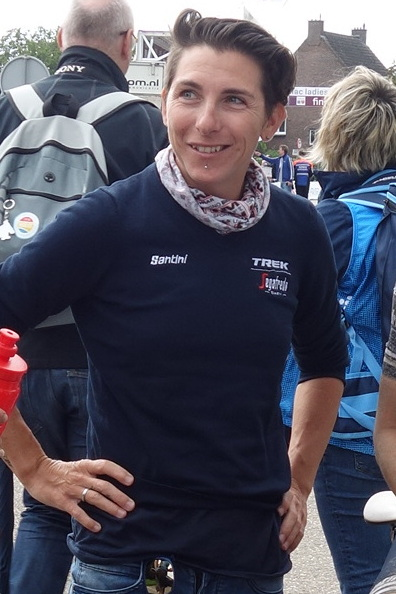
Giorgia Bronzini au Simac Ladies Tour

Ina-Yoko Teutenberg est la directrices sportives de l'équipe. Elle a pour assistant : Giorgia Bronzini, Luc Meersman, Yaroslav Popovych et Gregory Rast. Luca Guercilena en est la représentante auprès de l'UCI.

## Déroulement de la saison

### Janvier
En cyclo-cross, Lucinda Brand est deuxième des manches de Coupe du monde de Hulst et Overijse. Elle devient pour la première fois championne du monde. Elle gagne le classement général de la Coupe du monde et du Superprestige.

### Février
Au Circuit Het Nieuwsblad, l'ascension du Leberg provoque une cassure dans le peloton. Les favorites Elizabeth Deignan et Ellen van Dijk ne font plus partie du peloton de tête.  Au sommet du Berendries, Anna van der Breggen sort avec Elisa Longo Borghini dans la roue. Le duo est rapidement repris. À trente kilomètres de l'arrivée, Demi Vollering attaque dans Vosssenhol. Audrey Cordon-Ragot tente de suivre, mais la SD Worx les marque. Dans le mur de Grammont. Elisa Longo Borghini attaque avant la section pavé. Elle est suivie par Kopecky et Van der Breggen. Juste après l'ascension, Demi Vollering est reprise par un groupe de favoris dont Longo Borghini. Bien que le groupe soit détaché, la mauvaise entente provoque un regroupement. Plus loin, Elisa Longo Borghini sort de nouveau, emmenant avec elle Vollering et Soraya Paladin. Elles sont reprises au pied du Bosberg. Dès le pied, Anna van der Breggen place une violente attaque que seule Longo Borghini et Kopecky semblent un temps en mesure de contenir avant de devoir renoncer. La Néerlandaise franchit la distance restante vent de face pour aller s'imposer. Derrière, Elisa Longo Borghini est dixième.

### Mars
Au Samyn, Chloe Hosking se classe troisième du sprint. Aux Strade Bianche, à une trentaine de kilomètres de l'arrivée un groupe de huit coureuses dont Ellen van Dijk se forme. Le groupe se morcelle dans le sixième secteur avec van Dijk toujours en tête. Le reste des favorites reviennent sur l'avant par la suite. À quinze kilomètres de l'arrivée, Chantal Van den Broek-Blaak attaque. Annemiek van Vleuten semble vouloir aller la chercher, mais laisse finalement partir. Van den Broek-Blaak est rejointe par Elisa Longo Borghini. Elles sont immédiatement reprise. Dans le final, Ellen van Dijk tente de nouveau sans succès. À six kilomètres de l'arrivée, Chantal Van den Broek-Blaak attaque une nouvelle fois. Elisa Longo Borghini la rejoint. Elles gagnent rapidement de précieuses secondes sur le groupe de poursuite. À deux kilomètres de l'arrivée, Chantal Van den Broek-Blaak arrête de passer des relais. Dans la montée finale, Elisa Longo Borghini mène le duo mais semble fatiguée. Au cinq cents mètres, Chantal Van den Broek-Blaak place une violente attaque pour aller s'imposer. Elisa Longo Borghini est deuxième.
À l'Healthy Ageing Tour, Ellen van Dijk s'impose sur le contre-la-montre. Le lendemain, Lauretta Hanson fait partie de l'échappée décisive. Ellen van Dijk se classe quatrième de l'étape et s'impose au classement général.
Au  Trofeo Alfredo Binda, Audrey Cordon-Ragot tente en début de course de s'échapper. À trois tours de l'arrivée, Pauliena Rooijakkers sort avec Tatiana Guderzo. Leur avance atteint vingt-six secondes. Dans la côte d'Orino, il descend à quelques secondes. Audrey Cordon-Ragot et Marta Cavalli font le bond vers l'avant, mais l'avance reste faible et elles sont reprises avant le passage sur la ligne. Dans la côte d'Orino à deux tours de l'arrivée, Tayler Wiles mène le rythme. Katarzyna Niewiadoma attaque. Ashleigh Moolman-Pasio, Elisa Longo Borghini et Cecilie Uttrup Ludwig la suivent. Longo Borghini accélère de nouveau, les autres ne peuvent suivre. Elle passe en tête au sommet. Elle creuse progressivement l'écart et s'impose au bout de vingt-cinq kilomètres d'échappée.
Aux Trois Jours de La Panne, dans le dernier tour, en passant aux Moëres, l'accélération du peloton et le vent provoque des bordures. Il reste alors trente-deux kilomètres. Un groupe de douze favorites dont Lauretta Hanson et Chloe Hosking se forme à l'avant. La bonne coopération du groupe empêche un retour. À dix kilomètres de la ligne, Grace Brown attaque seule. Chloe Hosking est septième de la course. À Gand-Wevelgem, à quarante-cinq kilomètres de l'arrivée, une chute retarde quelques coureuses dont Chloe Hosking. L'ascension du Kemmel donne lieu à une accélération d'Elisa Longo Borghini et Katarzyna Niewiadoma . Elles sont talonnées par Marianne Vos et quatre autres coureuses. Immédiatement après le sommet, Marianne Vos provoque la jonction avec le duo d'échappée. Le groupe de poursuite revient également sur ces sept athlètes et un peloton d'une vingtaine d'unités se reforme. Arrivée sur la route menant à Wevelgem, Trek-Segafredo accélère brutalement et provoque la formation d'une échappée de huit coureuses dont Elizabeth Deignan, van Dijk et Longo Borghini. À vingt kilomètres de l'arrivée, Elisa Longo Borghini sort de ce groupe. Soraya Paladin la suit. Les six autres coureuses sont reprises plus loin par ce qu'il reste du peloton. Elles maintiennent une vingtaine de secondes d'avance jusque dans les derniers kilomètres, Longo Borghini effectuant la majorité du travail. Le peloton les reprend néanmoins à trois kilomètres du but.

### Avril

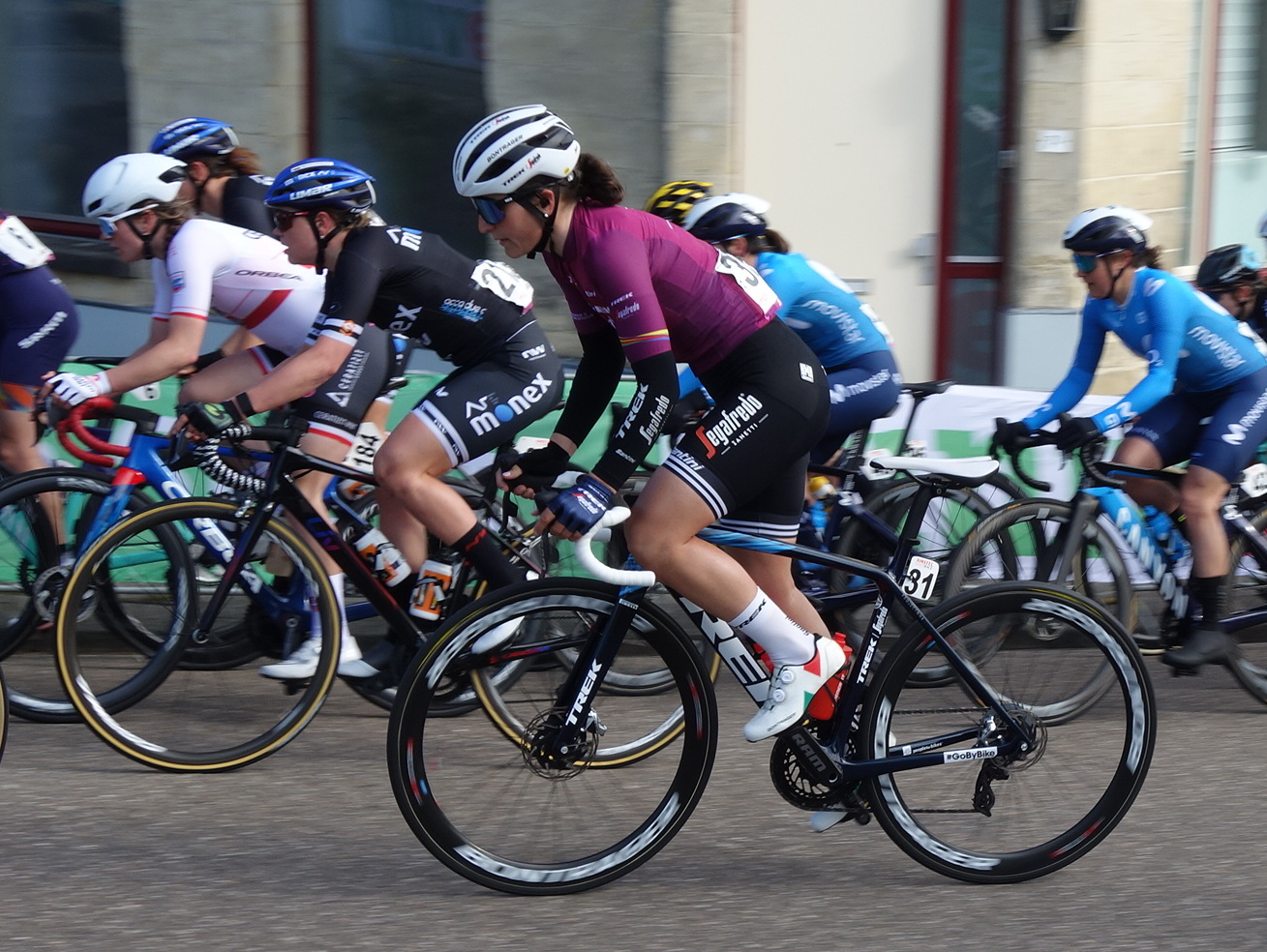
Elisa Longo Borghini à l'Amstel Gold Race

Au Tour des Flandres,  au sommet du Kanarienberg, Audrey Cordon-Ragot sort seule. Soraya Paladin part ensuite à sa poursuite en haut du Kruisberg. Audrey Cordon-Ragot est reprise au pied du Quaremont. Dans celui-ci, Anna van der Breggen mène le train. Seule huit coureuses parviennent à suivre. Dans la Paterberg, Van Vleuten donne tout pour sortir. Elle passe au sommet avec huit secondes d'avance. Derrière, Elisa Longo Borghini est troisième du sprint et quatrième de la course,.
À la Flèche brabançonne, Ruth Winder, Lucinda Brand, et Tayler Wiles font partie de divers groupes d'échappée. La bonne part à vingt-trois kilomètres de l'arrivée avec Winder. Elisa Balsamo lance le sprint mais faiblit. Elle est dépassée par Vollering et Winder. Bien que la première pense avoir gagné, le lancée de vélo de Ruth Winder s'avère après visualisation de la photo finish victorieux.
À l'Amstel Gold Race, dans le quatrième tour, Tayler Wiles fait partie d'un groupe de quatre. Annemiek van Vleuten les reprend dans le Cauberg. Dans l'ascension finale du Cauberg. Annemiek van Vleuten accélère violemment à son pied. Elle est suivie par Katarzyna Niewiadoma, Marianne Vos et Demi Vollering. Van Vleuten ralentit néanmoins, tandis qu'Elisa Longo Borghini revient progressivement de l'arrière. Katarzyna Niewiadoma accélère de nouveau et seule Longo Borghini parvient à la suivre. Peu après le sommet, cette dernière attaque, mais Niewiadoma arrive à revenir. Les deux coureuses se regardent, ce qui permet au groupe de poursuivantes de revenir. Elisa Longo Borghini est huitième. À la Flèche wallonne, Lucinda Brand fait partie d'un trio d'échappée lors du premier passage du mur de Huy. Elles sont toutefois reprises par le peloton lors de l'ascension de la côte d'Ereffe. Peu après le regroupement, Ruth Winder contre seule. Elle reste en tête de la course jusqu'au pied de l'ultime montée du Mur de Huy où elle est rattrapée par l'avant-garde du peloton. L'ascension finale est menée au train par Anna van der Breggen. Elisa Longo Borghini se classe troisième.

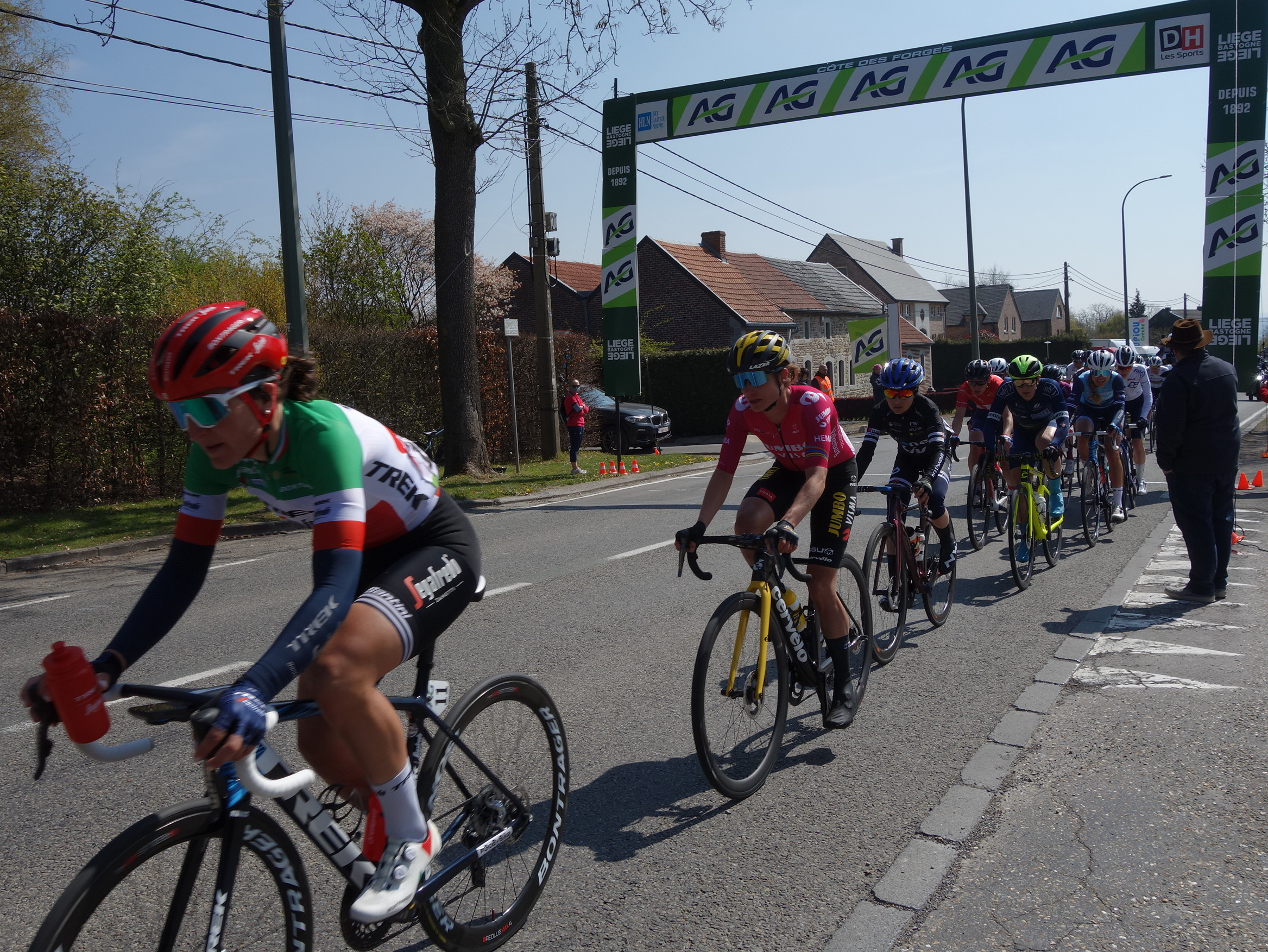
Elisa Longo Borghini à Liège-Bastogne-Liège

À Liège-Bastogne-Liège, Niamh Fisher-Black attaque dans la côte de Wanne. Elle emmène avec elle six autres coureuses dont Tayler Wiles. Le groupe est repris à cinquante kilomètres de l'arrivée dans la côte de Desnié. Dans la côte de la Redoute, Ashleigh Moolman-Pasio accélère. Elle est rejointe par Cecilie Uttrup Ludwig et Lucinda Brand. L'avance du trio oscille autour de la vingtaine de secondes. Elles sont reprises avant la côte de la Roche aux Faucons. SD Worx mène le train, avec tout d'abord Chantal Blaak puis Anna van der Breggen. Elisa Longo Borghini se maintient dans le groupe de tête. Au sprint, elle prend la troisième place.
Au Festival Elsy Jacobs, Ruth Winder est septième du prologue. Dans la dernière étape, Tayler Wiles attaque à cinq kilomètres de l'arrivée. Elle est imitée par Ruth Winder. Wiles retentant ensuite deux fois, mais sans succès. Ruth Winder est finalement huitième du classement général.

### Mai
À l'Emakumeen Nafarroako Klasikoa, Ruth Winder, Mikayla Harvey, Ane Santesteban et Erica Magnaldi partent en poursuite et opèrent également la jonction sur Ashleigh Moolman partie plus tôt. Elles sont reprises par un groupe de favorites. À cinq kilomètres de l'arrivée, c'est Elisa Longo Borghini qui tente. Elle est contrée par Annemiek van Vleuten. C'est l'attaque décisive. Elisa Longo Borghini est troisième. Sur la Classique féminine de Navarre, dans l'ascension à douze kilomètres de l'arrivée, Annemiek van Vleuten attaque. Elle est suivie entre autres par Elisa Longo Borghini. Il y un regroupement au kilomètre. Elisa Longo Borghini et Mavi Garcia accélèrent, imitées ensuite par Van Vleuten. Cette dernière semble partie pour la victoire, mais Arlenis Sierra et Ruth Winder la rejoignent. Arlenis Sierra s'impose dans le sprint du trio devant Ruth Winder. Au Gran Premio Ciudad de Eibar, dans la côte d'Alto Udana, au bout de vingt-sept kilomètres, un groupe de dix coureuses dont Trixi Worrack sort. Leur avance est de trois minutes au pied de l'Alto Itziar dont le sommet se situe à trente-trois kilomètres de l'arrivée. Le regroupement général a lieu à huit kilomètres de la ligne. Dans la montée finale, Katrine Aalerud imprime le rythme. Les trois favorites du jour, Elisa Longo Borghini, Annemiek van Vleuten et Anna van der Breggen s'échappent à six kilomètres du sommet. À trois kilomètres de l'arrivée, la championne du monde parvient à distancer ses adversaires. Elisa Longo Borghini est troisième et Lucinda Brand quatrième. 
Au Tour de Burgos, Amalie Dideriksen attaque pendant la première étape où Elisa Longo Borghini se classe septième. Dideriksen est deuxième du sprint et troisième de l'étape le lendemain. Sur la troisième étape, Tayler Wiles et Karol-Ann Canuel partent à environ dix kilomètres de l'arrivée, mais la Canyon-SRAM les reprend. Tout se joue dans la montée finale où Elisa Longo Borghini est quatrième. Le dernier jour, sur l'arrivée au sommet, elle n'est pas dans le groupe de tête. Elle est onzième du classement général final.

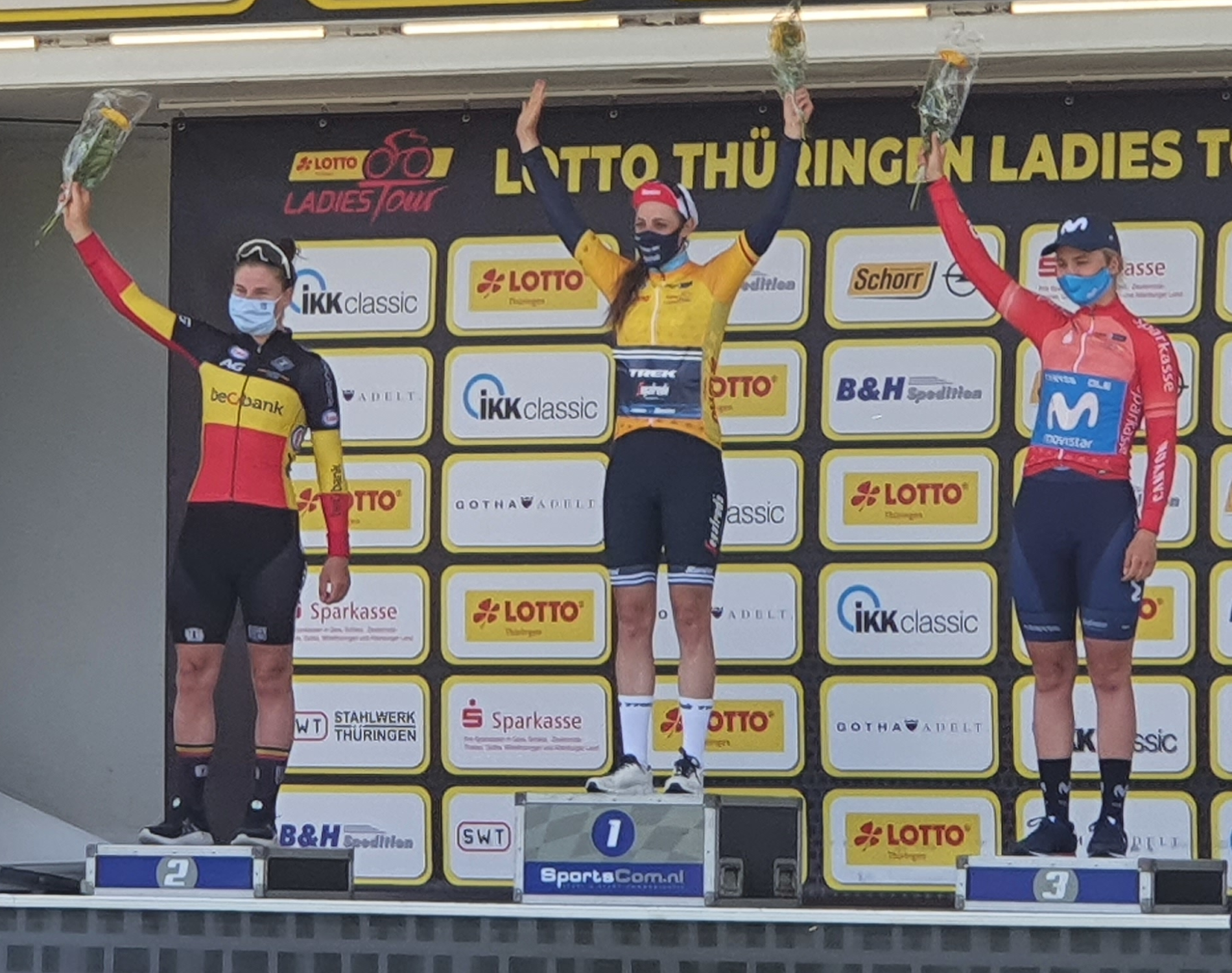
Lucinda Brand vainqueur du Tour de Thuringe

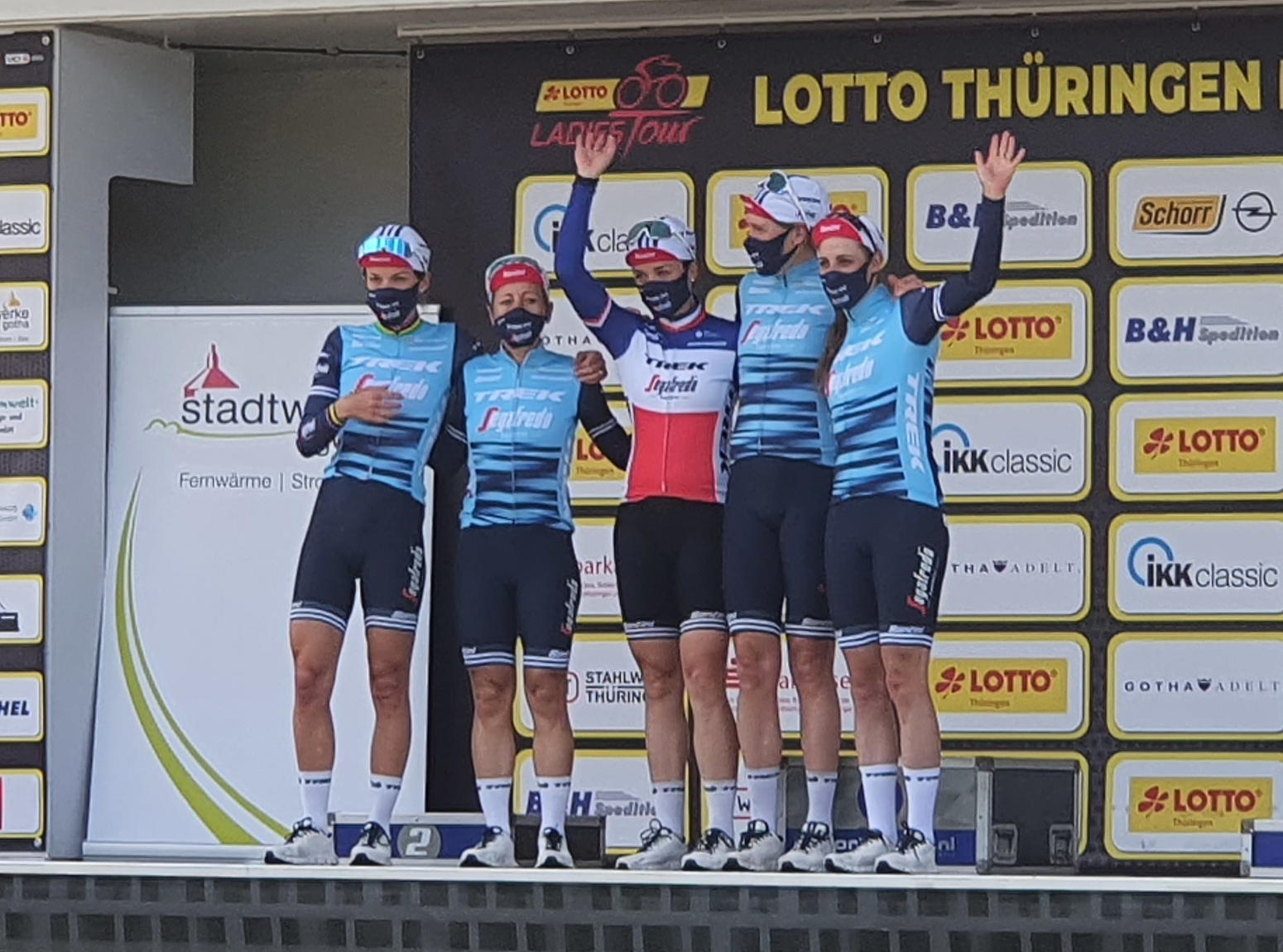
Équipe au Tour de Thuringe

Au Tour de Thuringe, sur la première étape  Lizzie Deignan fait partie de l'échappée. Dans le final, Lucinda Brand et Audrey Cordon-Ragot reviennent sur l'avant. Au sprint, Lucinda Brand est deuxième derrière Emma Norsgaard Jørgensen. Sur la troisième étape, au kilomètre soixante-quinze, dans la côte de Gahma, Lucinda Brand et Liane Lippert attaquent. Elles reviennent sur la tête à seize kilomètres de l'arrivée. À la flamme rouge, Lucinda Brand passe à l'offensive pour aller gagner seule. Le lendemain, dans l'Hanka-Berg, Lucinda Brand est deuxième derrière Lotte Kopecky. La Néerlandaise prend la tête du classement général. Sur la difficile cinquième étape, la dernière d'Hottelstedt provoque l'éparpillement du peloton. Peu avant le sommet de la dernière difficulté non référencée, Lucinda Brand place une puissante attaque pour aller s'imposer seule,. Elle est sixième de la dernière étape et garantit ainsi sa victoire finale.

### Juin

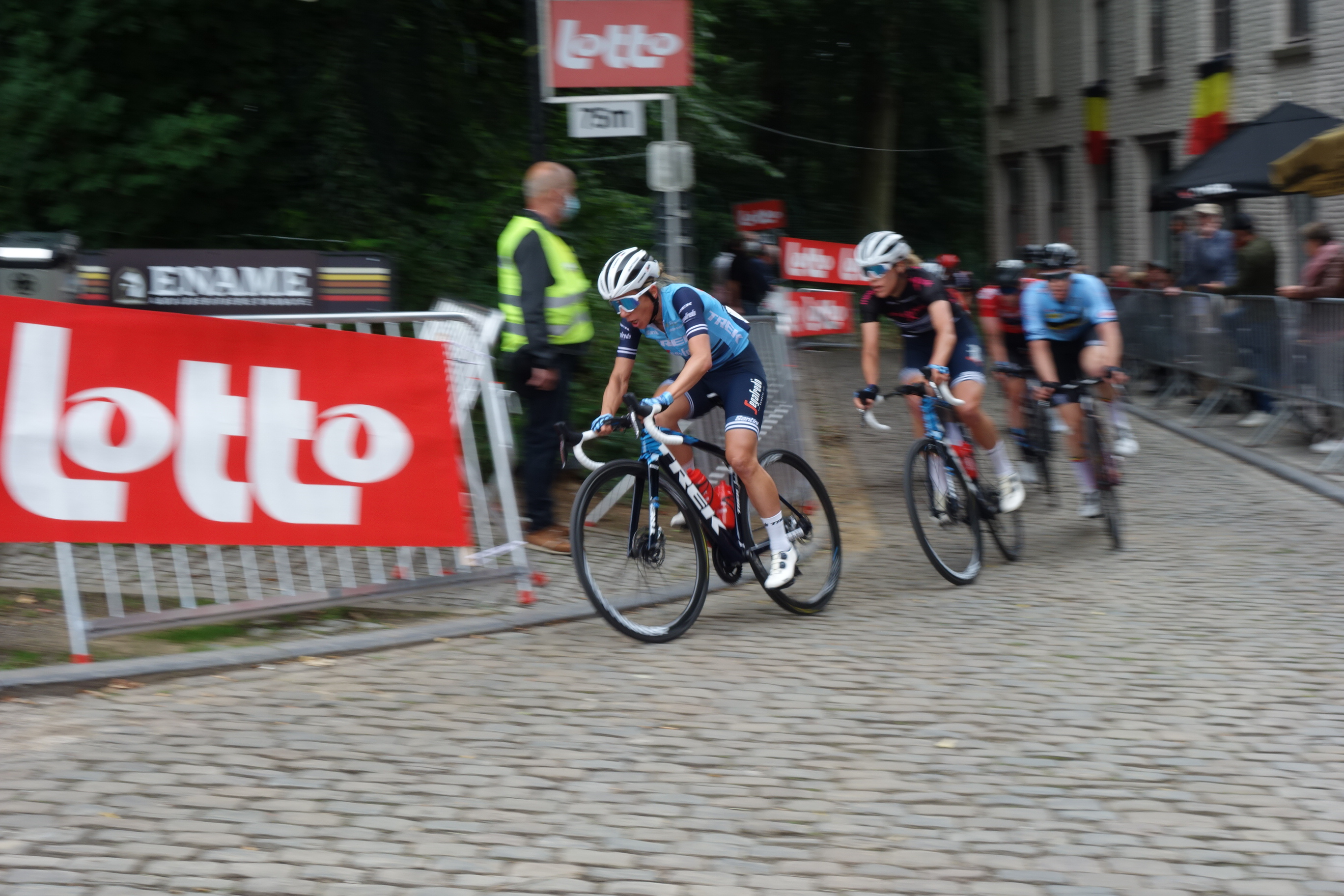
Trixi Worrack dans le mur de Grammont durant le Tour de Belgique

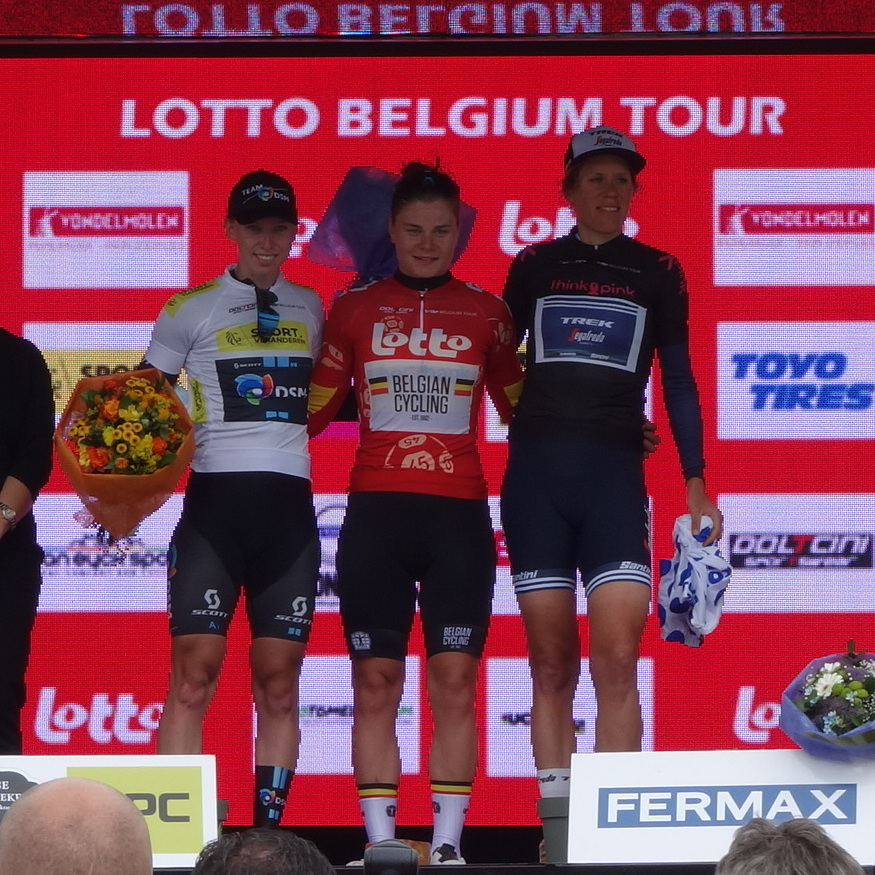
Ellen van Dijk sur le podium du Tour de Belgique

Sur la première étape du Tour de Suisse, dans le deuxième tour de circuit, six favorites dont Lizzie Deignan sortent dans la côte. Dans le dernier tour, Lizzie Deignan attaque dans la côte. Harvey la prend en chasse et provoque le regroupement. Elise Chabbey est la suivante à tenter à quinze kilomètres de l'arrivée. Elle est suivie par Lizzie Deignan. Elles se disputent la victoire au sprint. Chabbey fait mine de lancer de loin et parvient à tromper Lizzie Deignan qui se retrouve à effectuer un sprint trop long, Chabbey la doublant sur la fin. Le lendemain, Lizzie Deignan remporte plus de bonifications que Chabbey et gagne ainsi l'épreuve.
Lors des championnats nationaux, Audrey Cordon-Ragot conserve son titre en contre-la-montre en France. Elisa Longo Borghini réalise le doublé course en ligne-chrono. Au Danemark, Amalie Dideriksen devance Emma Noorsgaard au sprint.
Au Tour de Belgique, Ellen van Dijk remporte le prologue dans des conditions météos difficiles avec deux secondes d'avance sur Elynor Backstedt. Le lendemain, Lorena Wiebes devient la nouvelle leader. Sur la deuxième étape, dans le second tour, Rotem Gafinovitz  attaque dans le Steenhoutberg. Dans le tour suivant, elle est rejointe par un trio de favorites : Alice Barnes, Lotte Kopecky et Ellen van Dijk. Van Dijk est cependant victime d'une crevaison. Elle finit dans le groupe de tête à la quatrième place. Elle prend la troisième place en haut du mur de Grammont et conclut ainsi l'épreuve à la deuxième place derrière Lotte Kopecky. Elle est également meilleure grimpeuse.
À  La course by Le Tour de France, dans la première ascension de la Fosse aux Loups, Lucinda Brand attaque. Un groupe de onze coureuses sort et revient sur Pirrone. Dans la deuxième montée de la côte, Anna van der Breggen provoque le regroupement général. À deux tours de l'arrivée, Ruth Winder passe à l'offensive. Un groupe de dix athlètes se forme. L'avance du groupe atteint la minute à dix-neuf kilomètres de l'arrivée. Aux cinq kilomètres, le groupe de tête n'a plus que quatorze secondes d'avance. Une accélération de Lucinda Brand provoque la jonction. La victoire se joue dans la dernière ascension. Lizzie Deignan prend la neuvième place.

### Juillet
Au Tour d'Italie, Trek-Segafredo	remporte le contre-la-montre par équipes huit secondes devant la formation SD Worx. Ruth Winder prend le premier maillot rose. Le lendemain, l'étape de montagne ne tourne pas à l'avantage de l'équipe. La mieux classée est Lizzie Deignan à trois minutes vingt-neuf d'Anna van der Breggen. Elisa Longo Borghini perd huit minutes trente, Lucinda Brand seize minutes. Sur la troisième étape, Lucinda Brand fait partie d'une première échappée de six coureuses. Toutefois, le peloton juge ce groupe trop dangereux et elles sont reprises. Dans la descente, Brand et Lippert partent de nouveau. Elles sont rejointes plus loin par trois autres coureuses dont Marianne Vos. Elles se départagent au sprint, le vent de face ne favorisant pas une échappée, et Marianne Vos se montre la plus rapide devant Brand. Sur le contre-la-montre en côte de la quatrième étape, Lizzie Deignan est huitième et Elisa Longo Borghini dixième. La première remonte à la quatrième place du classement général. Sur la sixième étape, Elisa Longo Borghini attaque au bout de soixante kilomètres. Elle est rejointe par Ashleigh Moolman. À deux, elles compte deux minutes vingt-cinq d'avance à cinquante kilomètres de l'arrivée. Les équipes DSM et Jumbo-Visma mènent le peloton et reprennent l'échappée à treize kilomètres du but. Le lendemain, Lucinda Brand part seule. Elle a une minute trente d'avance. Elle est néanmoins reprise. Peu avant la flamme rouge, Tiffany Cromwell attaque. Cela oblige Elisa Longo Borghini à prendre personnellement en main sa poursuite. Elle est suivie par Marianne Vos. Elles rattrapent et dépassent Cromwell. Dans les derniers mètres, Marianne Vos passe Elisa Longo Borghini pour s'imposer. Sur la montagneuse neuvième étape, dans le col de Stregna, à deux kilomètres du sommet, Elisa Longo Borghini et Ashleigh Moolman passent à l'offensive. À huit kilomètres de l'arrivée, Ashleigh Moolman part seule et va s'imposer seule. Elisa Longo Borghini est dépassée. Lizzie Deignan est cinquième de l'étape. Dans la dernière étape, dans la côte de Sovenza, Lucinda Brand attaque afin de défendre son maillot de meilleure grimpeuse. Elle est accompagnée de : Anna van der Breggen, Lizzie Deignan, Elise Chabbey et Coryn Rivera. À six kilomètres de l'arrivée, l'avance du groupe de tête est de trente secondes. La victoire se dispute au sprint entre Rivera et Deignan, la première s'imposant. Au classement général final, Lizzie Deignan est quatrième. Lucinda Brand est la meilleure grimpeuse.
Sur la course en ligne des Jeux olympiques, Ruth Winder attaque à deux reprises dans la montée de Doushi Road. Dans le final, Annemiek van Vleuten attaque, Elisa Longo Borghini part à sa poursuite et prend la médaille de bronze.
À la Classique de Saint-Sébastien, dans Jaizkibel, Évita Muzic, Pauliena Rooijakkers et Ane Santesteban attaquent. Elles sont rejointes plus loin par Audrey Cordon-Ragot, Olivia Baril puis Tatiana Guderzo. Leur avance atteint deux minutes, mais sous l'impulsion de l'équipe Movistar n'est plus que de quarante secondes au pied de la dernière difficulté. Dans celle-ci, Audrey Cordon-Ragot attaque et n'est pas suivie. Annemiek van Vleuten et Ruth Winder la rejoint puis la dépassent. Ruth Winder est deuxième en poursuite derrière la Néerlandaise. Audrey Cordon-Ragot se classe huitième, Ellen van Dijk dixième.

### Août

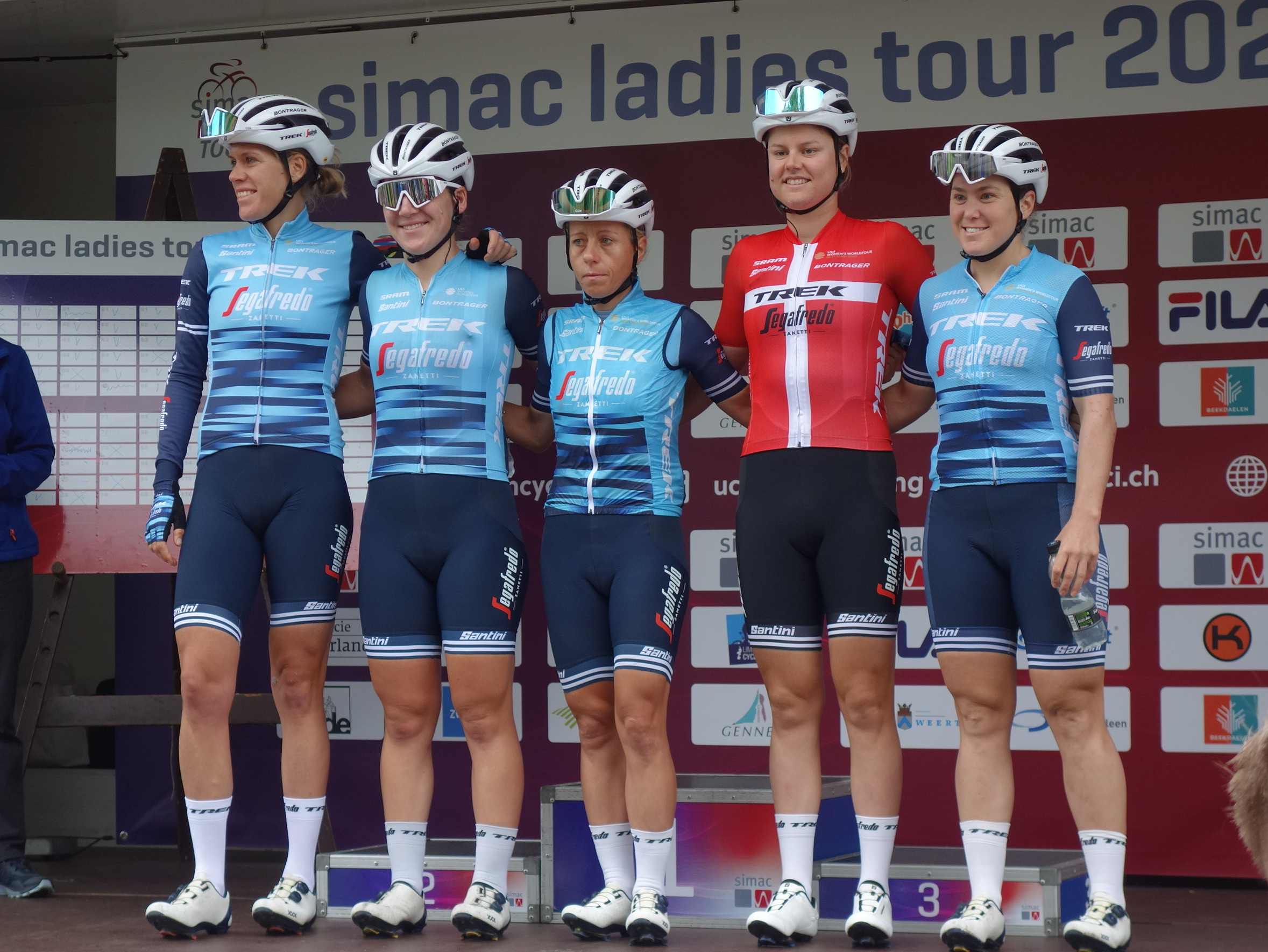
Équipe au Simac Ladies Tour

Au Tour de Norvège, Lucinda Brand est sixième de la première étape. Le lendemain, Audrey Cordon-Ragot et Aude Biannic partent en échappée ensemble. L'écart atteint une minute cinquante. Riejanne Markus attaque ensuite et opère la jonction sur la tête de course à quarante kilomètres de l'arrivée. Cordon-Ragot et Biannic sont reprises à vingt-quatre kilomètres de l'arrivée. Sur la quatrième étape, des attaques ont lieu en provenance de : Lucinda Brand, puis Shirin van Anrooij attaquent, mais sans succès. Chloe Hosking remporte la dernière étape au sprint.
Au Simac Ladies Tour, Ellen van Dijk est deuxième du prologue cinq secondes derrière Marianne Vos. Elle est ensuite deuxième du contre-la-montre, dix-huit secondes derrière Marlen Reusser. Elle est alors deuxième du classement général. Le lendemain, une chute a lieu dans le final, Van Dijk n'est pas dans le petit groupe de tête et perd du temps face à Chantal Blaak. Sur la cinquième étape, Trixi Worrack fait partie de l'échappée qui sort à soixante kilomètres de la ligne. Elle est reprise à trois kilomètres de l'arrivée. Amalie Dideriksen lance le sprint, Marianne Vos, Alice Barnes puis Amy Pieters la remontent néanmoins. Ellen van Dijk termine la course à la troisième place.
Au Grand Prix de Plouay, à quatre-vingt kilomètres de l'arrivée, Ruth Winder sort dans un groupe comprenant entre autres Anna van der Breggen. Le peloton se reforme ensuite.  À cinquante kilomètres de l'arrivée, un groupe de poursuite se forme derrière le duo de tête avec Winder. Le groupe de chasse est repris à trente-six kilomètres de la ligne. Audrey Cordon-Ragot place alors un contre, mais est immédiatement reprise. À vingt-six kilomètres de l'arrivée, Elisa Longo Borghini attaque. Mavi Garcia part en poursuite et opère la jonction. À vingt-deux kilomètres du but, Mavi Garcia et Elisa Longo Borghini reviennent sur Alena Amialiusik. Un regroupement général a néanmoins lieu à quinze kilomètres de l'arrivée.  Aux dix kilomètres, quatre favorites sortent : Longo Borghini, Guderzo, Lippert et Erica Magnaldi. Elisa Longo Borghini surenchère pour se retrouver en tête seule. Elle n'est plus reprise. Lizzie Deignan prend la septième place.

### Septembre

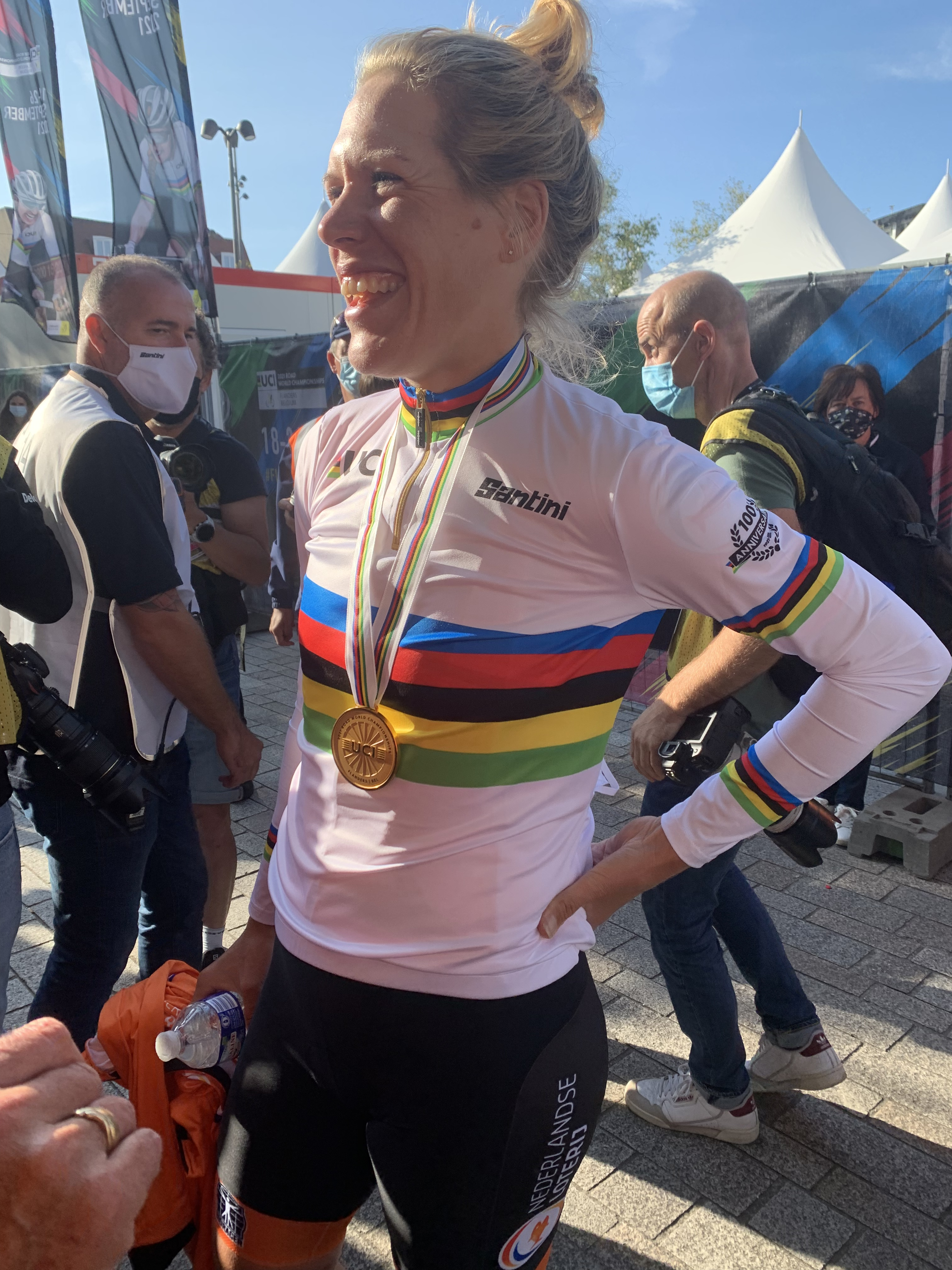
Ellen van Dijk avec le maillot de championne du monde du contre-la-montre

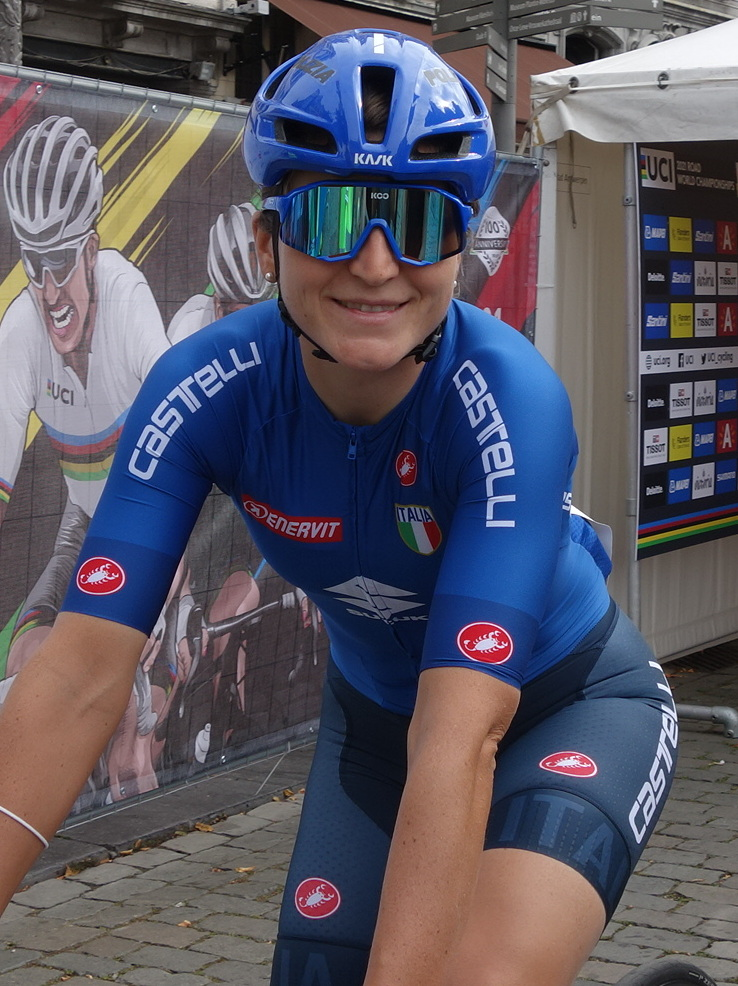
Elisa Longo Borghini au départ du championnat du monde

Au Ceratizit Challenge by La Vuelta, dans la sélective troisième étape, 	Elisa Longo Borghini se classe quatrième. Le lendemain, au bout de cinquante kilomètres, Leah Thomas attaque. Elle est ensuite accompagnée entre autres par Shirin van Anrooij. À trente kilomètres de la ligne, le groupe se scinde. Thomas, van der Breggen, Amialiusik et Van Anrooij sont à l'avant. Au dix kilomètres, Leah Thomas décide de partir seule. Elle est reprise dans l'ultime côte. Dans le final en côte, elle est seulement devancée par Lotte Kopecky. Elle est septième du classement final.
Au Tour de l'Ardèche, Lizzie Deignan est quatrième de la première étape qui se conclut au sprint. Elle est encore dans le bon groupe le lendemain et finit deuxième neuf secondes derrière Leah Thomas. Chloe Hosking gagne le sprint de la troisième étape. Le lendemain, l'étape est très montagneuse, dans la première ascension, Lucy Kennedy et Ruth Winder sortent à leur tour du peloton. Elles reviennent sur l'avant au kilomètre soixante-douze. Dans l'avant dernier col, Ruth Winder sort seule pour aller s'imposer. Sur la cinquième étape, Lucinda Brand part en poursuite derrière l'échappée. Les choses se jouent à la pédale et elle finit troisième. Lauretta Hanson est troisième du sprint de la sixième étape. Sur l'ultime étape, Lucy Kennedy attaque. Elle est suivie par Lucinda Brand et Jeanne Korevaar. Leur avance maximale est d'une minute cinquante. Dans la dernière montée, Lucinda Brand attaque pour aller s'imposer devant Jeanne Korevaar. Elle est également dixième du classement général final.
En parallèle, aux championnats d'Europe du contre-la-montre, Ellen van Dijk prend la médaille d'argent derrière Marlen Reusser. Sur la course en ligne, dans la descente du deuxième tour, Audrey Cordon-Ragot attaque. Elle est reprise par le peloton mené par les Pays-Bas et la Belgique. À quatre-vingt kilomètres de l'arrivée, Audrey Cordon-Ragot réédite son attaque. Elle obtient vingt secondes d'avance, mais est également reprise. Quinze kilomètres plus loin, un groupe de quatre sort. Il s'agit de : Ellen van Dijk, Aude Biannic, Soraya Paladin et Romy Kasper. Au bout de dix kilomètres, elles ont une minute d'avance. Biannic puis Kasper sont distancées. Dans la ville, Ellen van Dijk attaque Soraya Paladin. Celle-ci revient néanmoins. La Néerlandaise poursuit son effort dans la montée et se retrouve seule à vingt-trois kilomètres du but. Derrière, un groupe de favorites dont Elisa Longo Borghini se forme. L'écart sur Ellen van Dijk faiblit alors, mais repart à la hausse ensuite. Elisa Longo Borghini mène la poursuite. Ellen van Dijk gagne l'épreuve.
Aux championnats du monde, Ellen van Dijk s'impose sur le contre-la-montre. Audrey Cordon-Ragot est seizième. Sur la course en ligne, dans la seconde ascension du Smeysberg, Ashleigh Moolman attaque. Elle est suivie par Marianne Vos, Katarzyna Niewiadoma et Lizzie Deignan. Un regroupement général a lieu au kilomètre quarante-cinq. Ellen van Dijk place une accélération. La Grande-Bretagne et l'Australie la chasse immédiatement.  Un nouveau regroupement a lieu à trente-huit kilomètres du but. Six coureuses partent alors. Ce groupe comprend notamment Audrey Cordon-Ragot et Tiffany Cromwell. Après le Keizersberg, Van Dijk tente une nouvelle fois. Aux vingt kilomètres, Annemiek van Vleuten attaque. Elisa Longo Borghini la marque. Au dernier passage sur la ligne, Lotte Kopecky et Lizzie Deignan reviennent dans le peloton. Lucinda Brand et Rachel Neylan jouent leur vatout à sept kilomètres de la ligne dans le Decouxlaan, mais Annemiek van Vleuten provoque le regroupement. Elle tente de nouveau de sortir dans le Wijnpers, mais Elisa Longo Borghini veille encore. Van Dijk attaque encore dans le final. Dans la dernière ligne droite, Elisa Longo Borghini lance le sprint victorieux d'Elisa Balsamo.

### Octobre
À Paris-Roubaix, avant le premier secteur pavé, Lizzie Deignan accélère afin de placer ses coéquipières. Elle crée immédiatement un écart et décide de poursuivre son effort. À la sortie du secteur quinze, elle compte une minute d'avance. Dans le secteur de Mont-en-Pévèle, Ellen van Dijk est distancée. À la sortie de ce secteur décisif le groupe de poursuivante comprend entre autres Audrey Cordon-Ragot. Marianne Vos attaque dans le secteur de Camphin-en-Pévèle. Ellen van Dijk et Elisa Longo Borghini tente de la suivre, mais la première chute lourdement. Lizzie Deignan s'impose seule devant Marianne Vos. Elisa Longo Borghini prend la troisième place.
Au Women's Tour, Chloe Hosking est devancée dans le sprint de la première étape par Marta Bastianelli. Le lendemain, au cinquième tour, un groupe de huit coureuses dont Chloe Hosking se forme. Il prend vingt-cinq secondes d'avance, mais est repris avant la montée de  Barr Beacon. Dans la dernière montée de Barr Beacon, dix coureuses partent avec notamment Audrey Cordon-Ragot. Elle prend la quatrième place. Chloe Hosking est troisième du sprint de la quatrième étape, puis quatrième dans celui de la cinquième étape avant d'être de nouveau troisième le dernier jour.
Au Drentse 8, au bout de quinze kilomètres le peloton se fragmente. Chloe Hosking est à l'avant. Elle chute, mais parvient à revenir. Elle se classe finalement quatrième au sprint. Au Tour de Drenthe, à cinquante kilomètres de l'arrivée, Audrey Cordon-Ragot attaque dans les rues de Hoogeveen, mais on ne la laisse pas partir. L'équipe ne pèse pas dans le final.
Aux championnats d'Europe sur piste, Amalie Dideriksen est deuxième de la course à l'américaine avec Julie Leth.

### Novembre-décembre
En cyclo-cross, Lucinda Brand remporte les manches de Coupe du monde de 
Fayetteville, Tábor, Besançon, Namur et Termonde. En Superprestige, elle gagne à Gieten, Niel, Merksplas, Boom et Zolder. Elle devient également championne d'Europe, tandis que Shirin van Anrooij s'impose en espoirs.

## Victoires

### Sur route
| Victoires | Victoires                                  | Victoires | Victoires | Victoires            | Victoires |
| Date      | Course                                     | Pays      | Classe    | Vainqueur            |           |
| --------- | ------------------------------------------ | --------- | --------- | -------------------- | --------- |
| 11 mars   | 2e étape, Bloeizone Fryslân Tour           | Pays-Bas  | 2.1       | Ellen van Dijk       |           |
| 12 mars   | Classement général, Bloeizone Fryslân Tour | Pays-Bas  | 2.1       | Ellen van Dijk       |           |
| 21 mars   | Trofeo Alfredo Binda-Comune di Cittiglio   | Italie    | 1.WWT     | Elisa Longo Borghini |           |
| 14 avr.   | Flèche brabançonne                         | Belgique  | 1.1       | Ruth Edwards         |           |
| 27 mai    | 3e étape du Tour de Thuringe               | Allemagne | 2.Pro     | Lucinda Brand        |           |
| 29 mai    | 5e étape du Tour de Thuringe               | Allemagne | 2.Pro     | Lucinda Brand        |           |
| 30 mai    | Classement général, Tour de Thuringe       | Allemagne | 2.Pro     | Lucinda Brand        |           |
| 6 juin    | Classement général, Tour de Suisse         | Suisse    | 2.1       | Lizzie Deignan       |           |
| 17 juin   | Championnat de France du contre-la-montre  | France    | CN        | Audrey Cordon-Ragot  |           |
| 18 juin   | Championnat d'Italie du contre-la-montre   | Italie    | CN        | Elisa Longo Borghini |           |
| 20 juin   | Championnat d'Italie sur route             | Italie    | CN        | Elisa Longo Borghini |           |
| 20 juin   | Championnat du Danemark sur route          | Danemark  | CN        | Amalie Dideriksen    |           |
| 22 juin   | Prologue du Tour de Belgique               | Belgique  | 2.1       | Ellen van Dijk       |           |
| 2 juill.  | 1re étape du Tour d'Italie                 | Italie    | 2.Pro     | Trek-Segafredo       |           |
| 15 août   | 4e étape du Tour de Norvège                | Norvège   | 2.WWT     | Chloe Hosking        |           |
| 30 août   | Grand Prix de Plouay                       | France    | 1.WWT     | Elisa Longo Borghini |           |
| 10 sept.  | 3e étape du Tour de l'Ardèche              | France    | 2.1       | Chloe Hosking        |           |
| 11 sept.  | 4e étape du Tour de l'Ardèche              | France    | 2.1       | Ruth Edwards         |           |
| 11 sept.  | Championnat d'Europe sur route             | Italie    | CC        | Ellen van Dijk       |           |
| 14 sept.  | 7e étape du Tour de l'Ardèche              | France    | 2.1       | Lucinda Brand        |           |
| 20 sept.  | Championnat du monde du contre-la-montre   | Belgique  | CM        | Ellen van Dijk       |           |
| 2 oct.    | Paris-Roubaix                              | France    | 1.WWT     | Lizzie Deignan       |           |

### Sur piste
| Date       | Course                                              | Pays     | Classe | Vainqueur           |
| ---------- | --------------------------------------------------- | -------- | ------ | ------------------- |
| 21 octobre | Championnat d'Europe de la course à l'élimination   | Suisse   | CDM    | Letizia Paternoster |
| 2 décembre | Championnat du Danemark de la course aux points     | Danemark | CN     | Amalie Dideriksen   |
| 4 décembre | Championnat du Danemark de l'omnium                 | Danemark | CN     | Amalie Dideriksen   |
| 9 décembre | Championnat du Danemark de la course à l'américaine | Danemark | CN     | Amalie Dideriksen   |

### En cyclo-cross
| Date        | Course                                       | Pays       | Classe | Vainqueur          |
| ----------- | -------------------------------------------- | ---------- | ------ | ------------------ |
| 16 janvier  | Mol                                          | Belgique   | C1     | Lucinda Brand      |
| 30 janvier  | Championnats du monde de cyclo-cross         | Belgique   | CM     | Lucinda Brand      |
| 3 octobre   | Gieten                                       | Pays-Bas   | C1     | Lucinda Brand      |
| 13 octobre  | Fayetteville                                 | États-Unis | CDM    | Lucinda Brand      |
| 15 octobre  | Iowa City                                    | États-Unis | C1     | Shirin van Anrooij |
| 6 novembre  | Championnats d'Europe de cyclo-cross         | Pays-Bas   | CC     | Lucinda Brand      |
| 7 novembre  | Championnats d'Europe de cyclo-cross espoirs | Pays-Bas   | CC     | Shirin van Anrooij |
| 11 novembre | Niel                                         | Belgique   | C1     | Lucinda Brand      |
| 14 novembre | Tabor                                        | Tchéquie   | CDM    | Lucinda Brand      |
| 20 novembre | Merksplas                                    | Belgique   | C1     | Lucinda Brand      |
| 27 novembre | Kortrijk                                     | Belgique   | C2     | Lucinda Brand      |
| 28 novembre | Besançon                                     | France     | CDM    | Lucinda Brand      |
| 4 décembre  | Boom                                         | Belgique   | C2     | Lucinda Brand      |
| 19 décembre | Namur                                        | Belgique   | CDM    | Lucinda Brand      |
| 26 décembre | Dendermonde                                  | Belgique   | CDM    | Lucinda Brand      |
| 27 décembre | Zolder                                       | Belgique   | C1     | Lucinda Brand      |
| 30 décembre | Loenhout                                     | Belgique   | C1     | Lucinda Brand      |

### Résultats sur les courses majeures

#### World Tour
| Date          | #  | Course                                   | Pays        | Meilleure classée    | Classement |
| ------------- | -- | ---------------------------------------- | ----------- | -------------------- | ---------- |
| 6 mars        | 1  | Strade Bianche                           | Italie      | Elisa Longo Borghini | 2e         |
| 21 mars       | 2  | Trofeo Alfredo Binda-Comune di Cittiglio | Italie      | Elisa Longo Borghini | Vainqueur  |
| 25 mars       | 3  | Trois Jours de La Panne                  | Belgique    | Chloe Hosking        | 7e         |
| 28 mars       | 4  | Gand-Wevelgem                            | Belgique    | Lizzie Deignan       | 17e        |
| 4 avril       | 5  | Tour des Flandres                        | Belgique    | Elisa Longo Borghini | 4e         |
| 18 avril      | 6  | Amstel Gold Race                         | Pays-Bas    | Elisa Longo Borghini | 8e         |
| 21 avril      | 7  | Flèche wallonne                          | Belgique    | Elisa Longo Borghini | 3e         |
| 25 avril      | 8  | Liège-Bastogne-Liège                     | Belgique    | Elisa Longo Borghini | 3e         |
| 20-23 mai     | 9  | Tour de Burgos                           | Espagne     | Elisa Longo Borghini | 11e        |
| 26 juin       | 10 | La course by Le Tour de France           | France      | Lizzie Deignan       | 9e         |
| 31 juillet    | 11 | Classique de Saint-Sébastien             | Espagne     | Ruth Winder          | 2e         |
| 12-15 août    | 12 | Tour de Norvège                          | Norvège     | Lucinda Brand        | 9e         |
| 24-29 août    | 13 | Simac Ladies Tour                        | Pays-Bas    | Ellen van Dijk       | 3e         |
| 30 août       | 14 | Grand Prix de Plouay                     | France      | Elisa Longo Borghini | Vainqueur  |
| 2-5 septembre | 15 | Ceratizit Challenge by La Vuelta         | Espagne     | Elisa Longo Borghini | 7e         |
| 2 octobre     | 16 | Paris-Roubaix                            | France      | Lizzie Deignan       | Vainqueur  |
| 4-9 octobre   | 17 | The Women's Tour                         | Royaume-Uni | Chloe Hosking        | 27e        |
| 23 octobre    | 18 | Tour de Drenthe                          | Pays-Bas    | Audrey Cordon-Ragot  | 17e        |

Elisa Longo Borghini est troisième du classement individuel. Trek-Segrafredo est deuxième de celui par équipes.

#### Grand tour
| Grand tour            | Tour d'Italie                                   |
| --------------------- | ----------------------------------------------- |
| Coureuse (classement) | Lizzie Deignan (4e)                             |
| Accessits             | 1 étape et classement de la meilleure grimpeuse |

## Classement mondial
| Classement UCI | Classement UCI       | Classement UCI | Classement UCI |
| Coureuse       | Coureuse             | Pays           | Points         |
| -------------- | -------------------- | -------------- | -------------- |
| 2e             | Elisa Longo Borghini | Italie         | 3485 pts       |
| 13e            | Ellen van Dijk       | Pays-Bas       | 1641 pts       |
| 22e            | Lizzie Deignan       | Royaume-Uni    | 1195 pts       |
| 28e            | Ruth Edwards         | États-Unis     | 892 pts        |
| 29e            | Lucinda Brand        | Pays-Bas       | 827 pts        |
| 59e            | Chloe Hosking        | Australie      | 453 pts        |
| 62e            | Audrey Cordon-Ragot  | France         | 441 pts        |
| 101e           | Amalie Dideriksen    | Danemark       | 224 pts        |
| 125e           | Tayler Wiles         | États-Unis     | 173 pts        |
| 128e           | Shirin van Anrooij   | Pays-Bas       | 169 pts        |
| 160e           | Lauretta Hanson      | Australie      | 139 pts        |
| 750e           | Elynor Bäckstedt     | Royaume-Uni    | 12 pts         |
| 1097e          | Letizia Paternoster  | Italie         | 1 pt           |

Trek-Segafredo est deuxième du classement par équipes.